# George Harrison
Vous lisez un « article de qualité » labellisé en 2012.
Pour les articles homonymes, voir George Harrison (homonymie) et Harrison.
George Harrison, né le 25 février 1943 à Liverpool et mort le 29 novembre 2001 à Los Angeles, est un musicien britannique, guitariste, organiste, auteur-compositeur-interprète, producteur de cinéma et le plus jeune membre des Beatles.
Issu d'un milieu modeste, il est un ami d'enfance de Paul McCartney, qui le propose début 1958 à John Lennon pour qu'il intègre sa formation, The Quarrymen. À trois, ils forment le noyau du groupe qui en 1960 est rebaptisé The Beatles et deviendra à partir de 1963, après l'arrivée du batteur Ringo Starr, et sous la houlette de George Martin, un des plus grands phénomènes de l'histoire de la musique populaire du XXe siècle.
L'influence de Harrison dans la musique des Beatles va croissant au fil des années. Il est tout d'abord le guitariste solo et un des quatre chanteurs du groupe, se distinguant très vite pour la qualité de ses harmonies vocales. À partir de 1965, il introduit la spiritualité, la musique et des instruments indiens dans l'univers musical des « Fab Four ». Enfin, il compose quelques-unes de leurs plus belles chansons durant les dernières années du groupe, comme While My Guitar Gently Weeps, Something ou Here Comes the Sun. Il est aussi un pionnier dans l'utilisation du synthétiseur Moog dans la musique rock. À mesure que son talent de compositeur s'affirme, sa frustration de se trouver dans l'ombre du tandem Lennon/McCartney grandit, contribuant aux dissensions qui vont conduire à la séparation du groupe en 1970.
Harrison connaît une très belle réussite artistique et commerciale au début de sa carrière solo, avec son triple album All Things Must Pass et la chanson My Sweet Lord. Il organise en 1971 un concert pour le Bangladesh, le premier concert de bienfaisance de l'histoire du rock. Il se lance également dans le cinéma, fondant la société de production HandMade Films, qui produit notamment le film des Monty Python La Vie de Brian, dans lequel il fait une brève apparition. Il connaît ensuite des hauts et des bas dans sa carrière solo jusqu'à ce que la parution de son album Cloud Nine (1987), porté par le single Got My Mind Set on You, lui permette de renouer avec le succès commercial et populaire. En 1988 il crée le supergroupe Traveling Wilburys, avec Roy Orbison, Tom Petty, Jeff Lynne et Bob Dylan, formation qui produit deux albums.
Tout d'abord marié, de 1966 à 1977, à Pattie Boyd (qu’il a rencontrée sur le tournage du film A Hard Day's Night), il épouse en secondes noces Olivia Trinidad Arias en 1978, avec qui il a un fils, Dhani. Ses apparitions se font rares au cours des années 1990, durant lesquelles il participe au projet Anthology des Beatles et travaille épisodiquement à un hypothétique album — finalement publié après sa mort sous le titre Brainwashed. Un cancer de la gorge lui est diagnostiqué en 1997. Fragilisé de surcroît par une tentative d'assassinat dont il est victime en 1999 dans sa propriété, il meurt le 29 novembre 2001 à l'âge de 58 ans. Vingt ans après sa mort, il est encore considéré par le public comme l'un des grands artistes de son époque.

## Biographie

### Enfance et adolescence (1943-1958)

#### Jeunesse et situation familiale

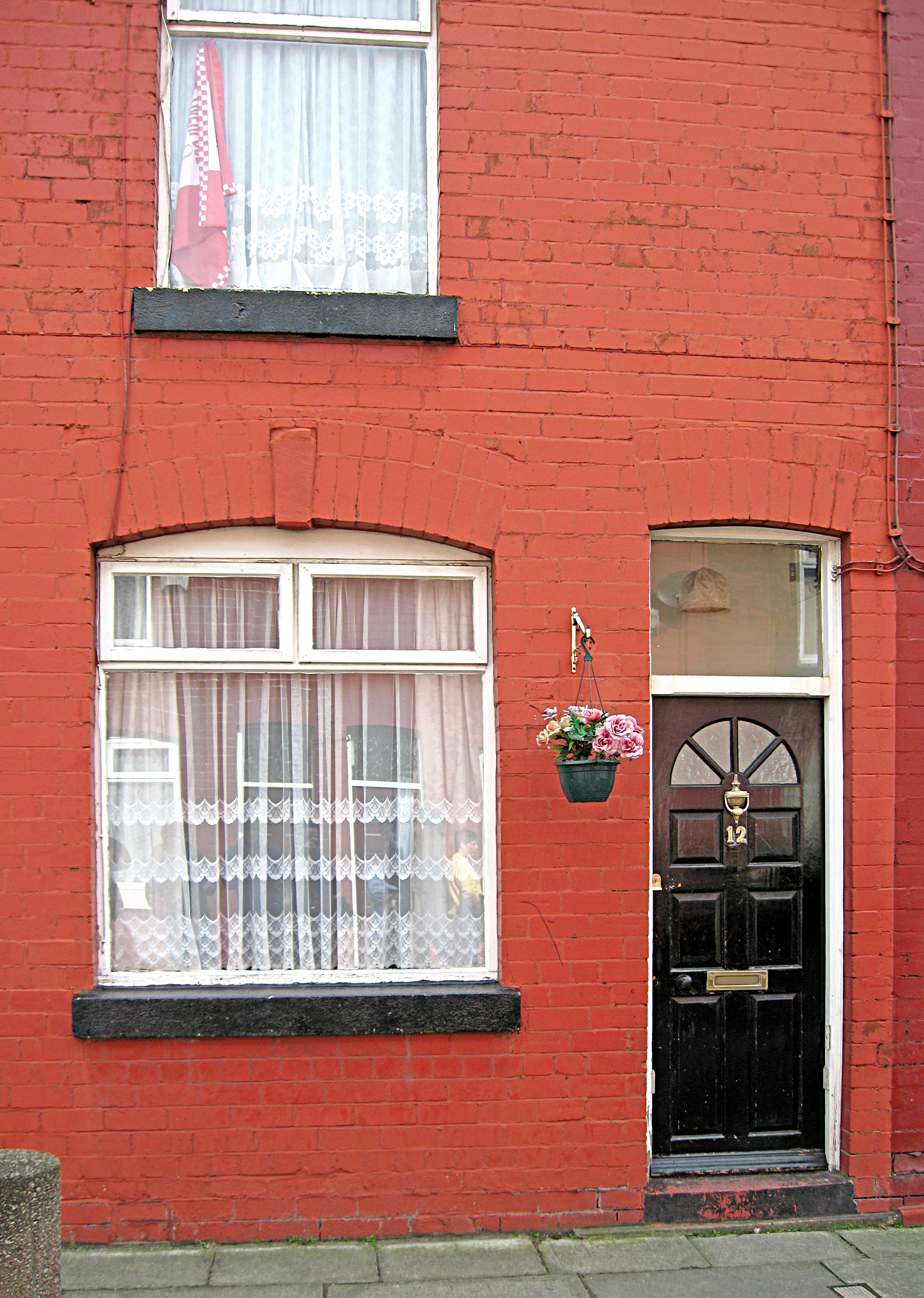
Le 12 Arnold Grove, la résidence de George Harrison pendant les six premières années de sa vie.

George Harrison naît à Liverpool le jeudi 25 février 1943 (bien que certaines sources évoquent le 24) dans une famille catholique. Fils de Harold Hargreaves Harrison et de son épouse Louise (née French), il est le dernier de quatre enfants. Il a une sœur aînée, née en 1931, prénommée Louise comme sa mère, et deux frères, Harry et Peter, nés en 1934 et 1940. Le père, ancien steward à la White Star Line, devient chauffeur d'autobus,, la mère est employée de commerce. La famille vit durant les six premières années de la vie de George au 12 Arnold Grove (où il est né), à Wavertree, un quartier de Liverpool. Le logement est modeste et ne compte que quatre pièces sur deux étages, dont une laissée à l'abandon, car « il y faisait un froid de loup ». Harrison rapporte également que la famille s'entassait dans la cuisine pour se chauffer auprès du feu. Dans une entrevue de 1970, « Mimi » Smith – la tante de John Lennon qui l'a éduqué – a démenti le fait que les membres des Beatles étaient issus de familles pauvres, expliquant : « [John Lennon] ne venait certainement pas d'un taudis ! Ce n'était le cas d'aucun des garçons [du groupe]. Les Harrison ne s'en sortaient pas aussi bien que les autres familles, c'est possible, mais George ne venait pas non plus d'un taudis, comme l'a dit la presse. » Par la suite, la famille déménage dans un autre logement social, au 25 Upton Green à Speke.
Enfant, George Harrison fréquente l'école de Dovedale, près de Penny Lane, où allait, quelques années auparavant, son futur partenaire John Lennon. Sa scolarité débute une année en retard à cause d'effectifs trop élevés dans les écoles locales, conséquence d'une poussée de la natalité. Cela explique également qu'il a été scolarisé dans une école assez éloignée de chez lui. Il fait également sa communion, mais décide de ne pas recevoir la confirmation, appréciant peu le « baratin du culte ». Il prend même l'habitude de courir se cacher lorsque le prêtre local rend visite à sa famille. Bien que le quartier de Speke ait été un quartier difficile dans lequel « il y avait quelques familles vraiment moches », Harrison considère avoir vécu une enfance heureuse.
De 1954 à 1959, il fréquente le Liverpool Institute High School for Boys. Cette période est difficile pour lui (il va même jusqu'à parler du pire moment de sa vie), à cause de la stricte discipline de cette grammar school et de l'impression d'être muselé dans la masse de ses condisciples. Il échoue à ses examens terminaux, s'amusant à dire que les quelques points qu'il a obtenus le récompensaient d'avoir bien écrit son nom en haut de la feuille.

#### Premières expériences musicales
Alors qu'il a 12 ans, il est hospitalisé pour une inflammation des reins. C'est durant ces six semaines de convalescence qu'il décide d'acheter une guitare à un camarade de classe. Cependant, celle-ci se retrouve bien vite brisée et reste inutilisée pendant quelque temps. Un peu plus tard son père lui présente un ami guitariste qui lui apprend, plusieurs heures par semaine, des accords et des chansons. Deux ans plus tard les économies du foyer permettent d'acheter un meilleur instrument. Alors que Liverpool vit au rythme de la musique skiffle, Harrison fonde le groupe The Rebels avec son frère Peter et un ami. Ils ne se produisent qu'une fois, en remplacement d'un groupe qui avait déclaré forfait.
À cette époque il fréquente Paul McCartney, de huit mois son aîné, partageant l'autobus qui les ramène de l'école. Leur attrait commun pour la musique favorise la naissance de leur amitié, et son concert avec les Rebels l'aide à gagner en crédibilité. Ils deviennent alors amis intimes et perfectionnent leur technique de jeu ensemble. Durant l'été 1957 ils partent tous deux en auto-stop sur la côte sud de l'Angleterre avec leurs guitares.
McCartney finit par déménager dans un autre quartier de Liverpool, où il se lie avec John Lennon, qui a également son groupe, The Quarrymen, que Paul rejoint après avoir fait la preuve de ses capacités. Peu après, McCartney suggère à Lennon d'inclure Harrison dans la formation. Lennon, bien que gêné par le jeune âge du nouveau venu, finit par l'écouter interpréter l'instrumental Raunchy au fond d'un autobus à impériale et est impressionné par ses talents. Harrison rejoint donc les Quarrymen en février 1958, en remplacement ponctuel d'Eric Griffiths. Il s'impose finalement par son talent, et c'est au nouveau batteur du groupe, Colin Hanton, que revient l'ingrate tâche d'annoncer à Griffiths que ses services ne sont plus requis. Durant l'été le groupe enregistre deux chansons dans un studio privé : That'll Be the Day, une reprise de Buddy Holly, et In Spite of All the Danger, créditée Harrison/McCartney.

### Des clubs de Hambourg à la popularité internationale (1958-1966)

#### Formation et débuts du groupe

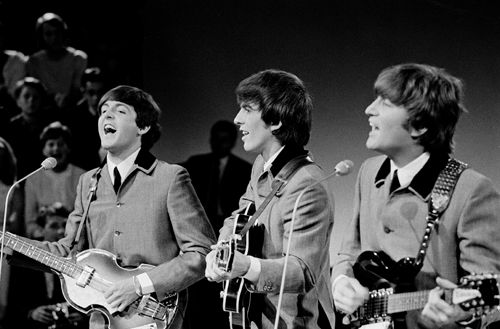
George Harrison (au centre), entouré de Paul McCartney (à gauche) et de John Lennon (à droite).

Dans les deux années qui suivent, la formation des Quarrymen évolue et le groupe change de nom à plusieurs reprises. Formé de John Lennon, Paul McCartney et George Harrison aux guitares, Stuart Sutcliffe à la basse et Pete Best à la batterie, le groupe part pour Hambourg en août 1960, se produisant dans les quartiers chauds de la ville. Il prend finalement le nom The Beatles. Sutcliffe quitte rapidement le groupe, forçant McCartney à prendre la basse, car Harrison et Lennon refusent de quitter leurs places de guitaristes. À la mi-novembre, les Beatles connaissent une grave déconvenue : ayant choisi de jouer dans un club rival de leur scène habituelle, ils dressent contre eux leur ancien patron, qui dénonce Harrison aux autorités. Celui-ci, encore mineur, n'a en effet pas le droit de travailler en Allemagne et est renvoyé à Liverpool le 21 novembre 1960, bientôt suivi par le reste du groupe.
En Angleterre le groupe se produit au Cavern Club de Liverpool et acquiert une bonne expérience de scène, avant de repartir jouer en Allemagne en avril 1961. Les Beatles sont alors engagés pour accompagner le chanteur Tony Sheridan en concert, et enregistrent avec lui son disque My Bonnie. Ils y interprètent notamment l'instrumental Cry for a Shadow, composé par Harrison et Lennon.
Le groupe retourne à Liverpool et se produit à nouveau au Cavern, durant l'automne. Il est alors repéré par Brian Epstein, qui en devient le manager en décembre 1961. Le 6 juin 1962, le groupe parvient à obtenir une audition devant le producteur George Martin, et signe chez Parlophone dans la foulée. Ce jour-là, lorsque Martin leur passe les enregistrements en leur demandant si quelque chose ne convient pas, Harrison répond immédiatement : « Eh bien, pour commencer, j'aime pas votre cravate. » Martin est séduit par le groupe, mais n'apprécie guère Pete Best, qui ne trouve pas vraiment sa place auprès des autres membres, lesquels ont déjà envisagé de changer de batteur auparavant. George apprécie beaucoup un jeune batteur nommé Ringo Starr, et suggère qu'il rejoigne le groupe. Les Beatles se séparent donc de Best sans même lui annoncer son éviction : c'est Brian Epstein qui s'en charge, le 16 août 1962. « On n'a pas été très brillants sur ce coup-là », notera plus tard George Harrison. Dans les jours qui suivent, les fans se plaignent de ce changement, et au Cavern Club, un spectateur colle un œil au beurre noir à Harrison parce qu'il défendait le nouveau membre du groupe.
Les Beatles sont donc engagés et enregistrent leur premier 45-tours, Love Me Do, suivi, début 1963, de leur premier album, Please Please Me, qui atteint la tête des hit-parades britanniques. Pour Harrison, qui tient la guitare solo, comme pour le reste du groupe, le succès commence à naître, et les concerts s'enchaînent.
Les membres du groupe s'offrent des vacances en septembre 1963. Harrison, accompagné de son frère Peter, traverse l'Atlantique pour rendre visite à sa sœur Louise à Benton, dans l'Illinois. Il est invité à jouer quelques chansons sur la scène du Post 3479 VFW Hall dans le village voisin de Eldorado avec un groupe local, les Four Vests; ils jouent Your Cheatin' Heart de Hank Williams, Johnny B. Goode de Chuck Berry et  Matchbox de Carl Perkins. Harrison est donc le premier Beatle à se produire sur scène aux États-Unis. C'est avec deux membres de ce groupe qu'il visite le magasin de musique Fenton à Mount Vernon, où il achète, pour 400 dollars, une guitare électrique Rickenbacker 420,.

#### Beatlemania

Les Beatles en 1964.

Au sein des Beatles, George Harrison s'impose avant tout comme guitariste solo et comme choriste. Lennon et McCartney composent et chantent en effet les chansons du groupe, à quelques exceptions près. George fait les harmonies, avec l'un ou l'autre, en fonction de qui tient le chant principal. Quelques titres sont aussi chantés intégralement à trois voix, comme This Boy. Par ailleurs, Harrison et Ringo Starr interprètent un petit nombre de chansons sur chaque album. Cependant, Harrison s'intéresse rapidement à la composition avec, dès le deuxième album, son premier titre personnel, Don't Bother Me, qui reste cependant de facture très classique. Dans le même temps, le groupe acquiert une notoriété internationale et reste plus d'un an en continu en tête des charts britanniques. Harrison est à cette époque surnommé par les médias le Quiet Beatle (le « Beatle réservé »), son attitude et sa personnalité telles que perçues par le public contrastant avec l'exubérance de John Lennon, l'humour décalé de Ringo Starr ou l'aisance de Paul McCartney. En fait, à son arrivée aux États-Unis, en février 1964, il souffre d'une pharyngite qui le laisse momentanément aphone, expliquant partiellement cette impression.
Au plus fort de la Beatlemania, le groupe tourne également son premier film, A Hard Day's Night. Si c'est surtout Ringo Starr qui s'illustre par son jeu d'acteur, l'expérience n'en est pas moins décisive pour Harrison qui rencontre sur le tournage sa future épouse, Pattie Boyd. Le réalisateur, Richard Lester, reconnaît que le personnage de George Harrison est certainement celui qui ressort le moins dans le film, mais il a néanmoins quelques scènes de premier plan, et déclare par la suite avoir apprécié l'expérience.
Harrison n'impose pas de nouvelle chanson pour le groupe en 1964, mais savoure, comme les autres Beatles, l'euphorie de la Beatlemania — le tourbillon des tournées, les hurlements des foules, les innombrables interviews où l'on se délecte de la moindre de leurs anecdotes... Lors de la tournée américaine de l'été 1964 le groupe est également initié à la marijuana par Bob Dylan. Durant le tournage de Help! début 1965, les quatre musiciens en fument énormément. Ce tournage marque également une nouvelle rupture pour Harrison, qui découvre la culture indienne, laquelle occupe une place importante dans le scénario du film. Le guitariste va jusqu'à déclarer à ce propos : « Je suppose que c'est là que tout a commencé pour moi. »
Il commence à s'affirmer timidement en tant que compositeur. Deux de ses compositions figurent sur l'album Help! : I Need You et You Like Me Too Much, qui, bien que peu remarquables, possèdent, à l'instar des autres titres du disque, leur lot de petites trouvailles audacieuses dans les arrangements. Harrison participe de façon plus inspirée à l'album Rubber Soul : dans Norwegian Wood il introduit, pour la première fois dans la musique pop occidentale, le sitar, instrument indien pour lequel il se passionne ; l'idée est reprise quelques mois plus tard par les Rolling Stones, en passe de devenir leur principal rival, sur Paint It Black (à l'initiative de Brian Jones). Par ailleurs, ses compositions gagnent en maturité au milieu des chansons de McCartney et Lennon, comme le montrent Think for Yourself et le pré-psychédélique If I Needed Someone dans un style que les Byrds subliment à la même époque. La même année, le prestige du groupe explose lorsque les Beatles deviennent les premiers artistes à être reçus dans l'ordre de l'Empire britannique, par la reine Élisabeth II.

### Apogée et dissolution du groupe (1966-1970)

#### Découverte de l'Inde
À partir de Revolver, l'influence de Harrison se ressent de plus en plus dans les compositions du groupe. Dans ce nouvel album, publié en 1966, il compose trois chansons : Taxman, sublimée par la basse groovy et le solo de guitare de McCartney (titre qui ouvre l'album, première et unique fois pour une composition de George Harrison), I Want to Tell You, et Love You To, interprétée avec des instruments indiens. Cette même année, il part pour Bombay prendre des cours de sitar auprès de Ravi Shankar et découvre plus profondément la culture et la philosophie indiennes. Début 1967 commence la préparation de Sgt. Pepper's Lonely Hearts Club Band, un album conceptuel pour lequel Paul McCartney souhaite que chaque membre se crée un double fictif qui prendrait sa place le temps de l'album. Cela transparaît notamment dans les costumes créés pour les Beatles pour la pochette de l'album.

« Je croyais qu'on était en studio simplement pour faire le prochain disque, mais Paul suivait son idée de groupe fictif. Cet aspect-là ne m'a pas vraiment intéressé »

— George Harrison.
La chanson que George Harrison compose sur cet opus se distingue nettement des autres et est enregistrée avec un orchestre indien : Within You Without You est, en effet, réalisée sans la participation des autres Beatles et permet à Harrison d'exposer sa nouvelle spiritualité. Bien que peu commerciale, la chanson sort en single au Mexique. Avec ce style indien le guitariste trouve un moyen de se distinguer du duo Lennon/McCartney ; par ailleurs, ses chansons se démarquent dans la mesure où les autres membres du groupe ne participent que peu, voire pas du tout, à leur enregistrement. Harrison apporte également des instruments indiens sur d'autres pistes de l'album, comme Lucy in the Sky with Diamonds et Getting Better.

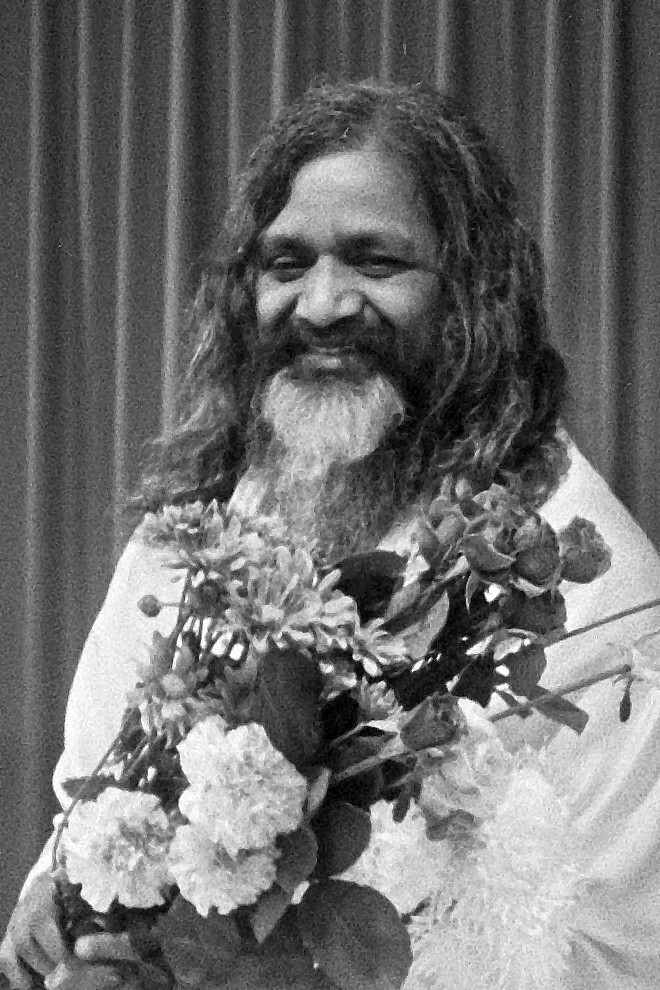
Harrison a un temps suivi les enseignements du Maharishi Mahesh Yogi.

Harrison met fin à sa période indienne avec une troisième chanson, The Inner Light, en 1968. Celle-ci est sélectionnée pour figurer en face B sur le single Lady Madonna, et c'est la première chanson éditée en single à ne pas être signée Lennon/McCartney. Auparavant, en 1967, il a commencé à convertir les trois autres Beatles à sa philosophie, les emmenant à Londres à une conférence du Maharishi Mahesh Yogi sur la méditation transcendantale, qu'ils apprennent auprès de lui à Bangor (pays de Galles). C'est pendant ce séjour qu'ils apprennent la mort de leur manager Brian Epstein, qui les choque tous profondément.

« C'était très étrange d'apprendre ça à ce moment-là, alors qu'on venait juste de s'engager dans la méditation. On pourrait croire que ça n'avait pas beaucoup d'importance, mais pourtant ça en avait. C'est un changement considérable dans la vie quand on commence ce voyage intérieur, et que Brian casse sa pipe ce jour-là est assez incroyable. »

— George Harrison.
En février 1968 les Beatles se rendent avec leurs épouses et d'autres personnalités, au pied de l'Himalaya, à Rishikesh, dans l'ashram du Maharishi, pour un séminaire de plusieurs semaines, afin d'approfondir leur expérience de la méditation transcendantale. Lennon commente la passion de Harrison :

« S'il continue comme ça, George fera du tapis volant à quarante ans. Je suis ici pour découvrir quel genre de rôle je dois désormais jouer. Je voudrais aller aussi loin que possible. George a pris un peu d'avance sur nous. »

— John Lennon.
L'apport de ce séjour n'est pas uniquement spirituel : coupés du monde pendant plusieurs semaines, les Beatles composent beaucoup. Ne disposant que de guitares acoustiques, ils se tournent vers des compositions plus simples, et écrivent un grand nombre de futurs succès des dernières années du groupe et du début de leurs carrières solo. Harrison y compose notamment Piggies et Not Guilty. Après le départ de Ringo et Paul, John et George continuent à suivre les enseignements du Maharishi, jusqu'à ce que circule une rumeur selon laquelle le maître spirituel aurait abusé d'une participante au camp. Lennon se brouille alors avec le guru, et les deux Beatles restants quittent le camp et rentrent chez eux.

#### Les dernières années des Beatles
Avant même son départ pour l'Inde, Harrison compose des chansons qui se détachent du style oriental qu'il a importé au sein du groupe. Il compose ainsi Blue Jay Way pour le film Magical Mystery Tour. Durant le travail sur Sgt. Pepper's, il compose Only a Northern Song, chanson satirique sur les droits qu'il touche pour ses textes. Cette période voit aussi l'écriture de sa plus longue chanson avec les Beatles, It's All Too Much, sur son expérience du LSD. Ces deux chansons apparaissent finalement sur l'album Yellow Submarine, bande originale du film du même nom.
En 1968, durant la réalisation de l'Album blanc, il invite son ami Eric Clapton à jouer un solo sur sa chanson While My Guitar Gently Weeps ; c'est durant l'enregistrement de cette chanson que Clapton donne à George Harrison la célèbre guitare Les Paul qu'il nommera Lucy. La présence de Clapton permet aussi de détendre l'atmosphère pesante qui règne alors au sein du groupe. Une autre composition de Harrison sur cet album, Piggies, a un retentissement inattendu, à l'instar du Helter Skelter de McCartney : la chanson est interprétée par Charles Manson comme un appel au meurtre, et plusieurs assassinats sont commis sur son initiative aux États-Unis.

« Ça a été vraiment épouvantable d'être associés à quelque chose d'aussi sordide que l'histoire Charles Manson. »

— George Harrison.
Avec Savoy Truffle et Long, Long, Long, Harrison place au total quatre de ses compositions sur ce double album (Not Guilty est finalement écartée, malgré cent deux prises).
Les Beatles étant contractuellement tenus de réaliser un dernier film, ils décident de se faire filmer durant les séances d'enregistrement de leur futur album, dont le titre de travail est Get Back et qui sera finalement intitulé Let It Be. Débute alors un travail difficile aux studios de cinéma de Twickenham, qui se clôt par une brouille. Georges Harrison quitte le groupe le 10 janvier 1969, pendant une douzaine de jours. Une réunion est organisée pour le convaincre de revenir, et des concessions sont faites. Ainsi, les Beatles abandonnent l'idée d'un retour sur scène prévu pour clore le film. Harrison revient donc en studio, et propose de faire venir le claviériste Billy Preston pour participer à l'enregistrement. Comme celle d'Eric Clapton l'année précédente, la présence de celui-ci permet d'apaiser les tensions. Le 30 janvier 1969 les Beatles et Preston montent sur le toit de l'immeuble d'Apple Corps, sur Savile Row, pour donner leur tout dernier concert ensemble (ils n'avaient plus joué en concert depuis 1966). Au cours de cette période naît son morceau Old Brown Shoe, qui sortira en face B du single The Ballad of John and Yoko.
Déçus par leur travail sur Get Back, les Beatles mettent le projet entre parenthèses et décident de se consacrer à un dernier album avant une séparation qui semble inévitable. Cet album, Abbey Road, est l'apogée du travail de Harrison au sein des Beatles. Il en compose en effet deux des plus célèbres morceaux : Something et Here Comes the Sun. Something, que John Lennon considère comme « l'un des meilleurs titres de l'album », est de plus choisi comme face A du single tiré de l'album ; il s'agit de la seule face A du groupe non composée par Lennon/McCartney.
Here Comes the Sun a été pressentie pour figurer sur le Voyager Golden Record, placé à bord des sondes spatiales Voyager I et II lancées en 1977 — désormais les objets de création humaine les plus éloignés de la planète Terre —, au sein d'une sélection de morceaux de musique emblématiques des différentes cultures humaines, d'une durée totale de 90 minutes, établie par Carl Sagan et son comité, mais la maison de disque EMI détentrice des droits de diffusion s'y oppose pour des raisons confuses. La chanson aurait été l'une des deux seules représentantes de l'épopée pop-rock, avec Johnny B. Goode de Chuck Berry, finalement la seule retenue.
Harrison introduit également un tout nouvel instrument, le synthétiseur Moog, dans le dernier disque des Beatles. Frustré par son rôle au sein du groupe, restant, en tant qu'auteur-compositeur, à l'ombre du tandem Lennon/McCartney, George Harrison, s'il n'est pas à l'origine de la séparation (John Lennon quitte le groupe le premier, en septembre 1969), n'en approuve pas moins les événements menant à la dissolution des Beatles, y prenant même sa part. C'est à cette époque qu'il se lie d'amitié avec les membres du duo Delaney & Bonnie avec lesquels il participe à des concerts (il utilise le pseudonyme L'Angelo Misterioso pour l'album On Tour with Eric Clapton). Delaney Bramlett lui enseigne les rudiments de la slide guitar et l'aide pour l'écriture de la chanson My Sweet Lord pour laquelle il voulait une sonorité gospel.
Let It Be, présentant douze titres des sessions Get Back, est finalement l'ultime album des Beatles (bien qu'enregistré avant Abbey Road) et sort le 8 mai 1970. C'est Phil Spector qui est chargé de concevoir l'album à partir de la masse considérable de bandes, abandonnées depuis un an. Ce projet était voulu comme un retour aux sources pour le groupe, avec des chansons enregistrées live sans overdubs mais le producteur américain ajoute des cordes et des chœurs féminins en excès sur trois des titres dont I Me Mine, un des deux morceaux de Harrison, avec For You Blue, qui apparaissent sur l'album. Le 10 avril précédent, Paul McCartney avait déjà annoncé la dissolution officielle des Beatles. Harrison retravaillera avec Spector au début de sa carrière solo.

### Carrière en solo (1970-1987)

#### Débuts prometteurs

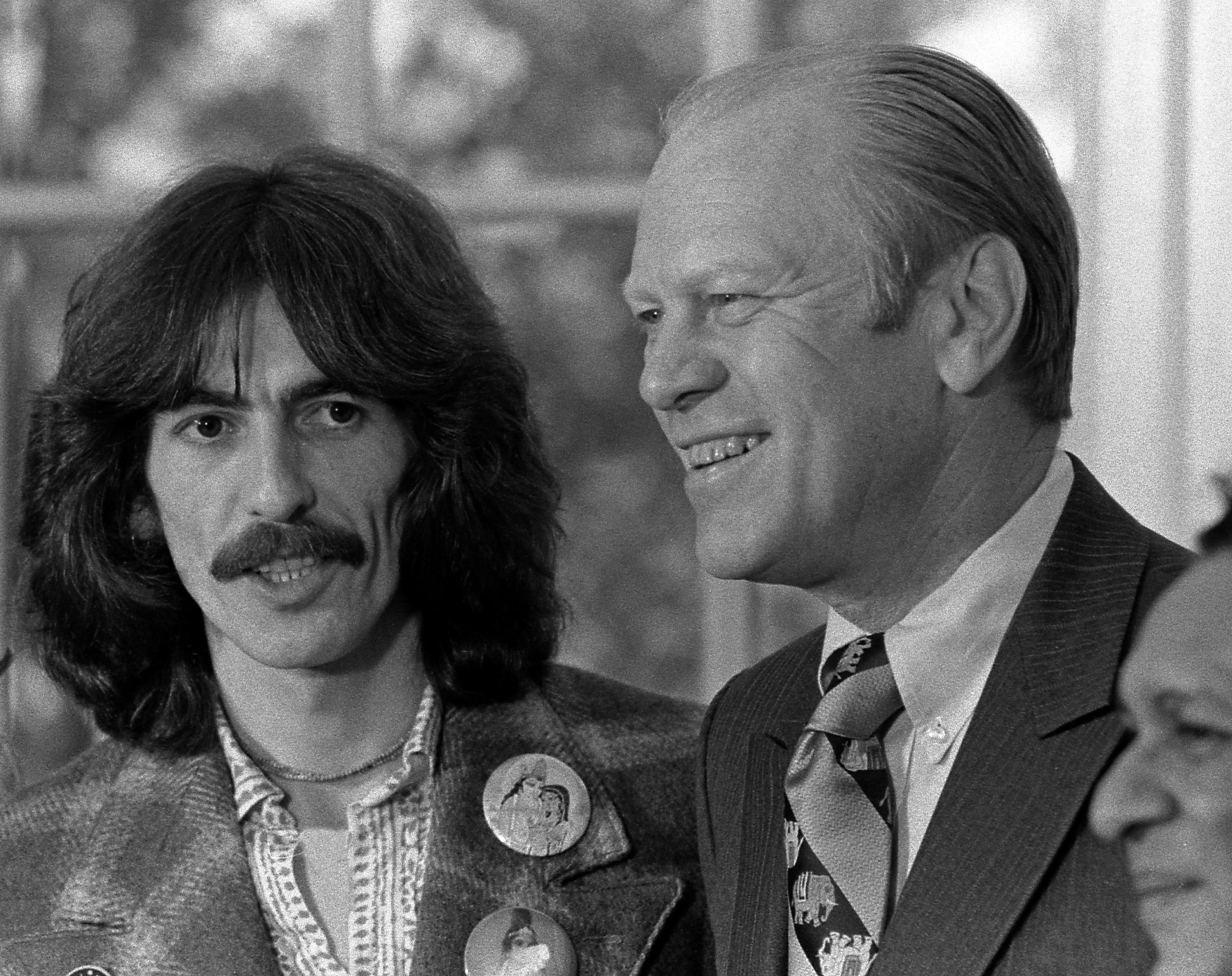
George Harrison, le président Gerald Ford et Ravi Shankar se sont rencontrés à la Maison-Blanche en 1974.

En 1968, George Harrison est le premier des Beatles à se lancer dans une carrière solo puisqu'il publie deux albums sous son seul nom avant même la dissolution du groupe. Le premier d'entre eux, aux tonalités indiennes, est Wonderwall Music, bande originale du film Wonderwall et également le premier album publié par Apple Corps. L'année suivante il publie au sein de l'éphémère label Zapple un album de musique expérimentale, Electronic Sound, à base de synthétiseurs Moog. Aucun des deux ne connaît de véritable succès critique ou commercial. Il participe également en 1969 à l'enregistrement de la chanson Badge, avec Eric Clapton, sous le surnom de L'Angelo Misterioso,.
C'est cependant en novembre 1970, lorsqu'il publie son triple album All Things Must Pass, produit par Phil Spector, que George Harrison s'impose véritablement. Il déclare à propos du disque : « Je me suis senti comme un homme constipé pendant des années, et qui aurait subitement eu la diarrhée. » — allusion aux années Beatles pendant lesquelles Harrison ne put faire enregistrer au groupe que quelques-unes de ses chansons parmi la pléthore des compositions signées Lennon/McCartney. L'album connaît un succès fulgurant, notamment le titre My Sweet Lord, qui se vend par millions et reste une des chansons les plus populaires des années 1970. All Things Must Pass est composé de quatre faces de chansons de format classique et de deux faces de jam session, ces dernières étant généralement peu appréciées de la critique et suscitant des débats sans fin entre fans. Outre My Sweet Lord, What Is Life et Isn't It a Pity tournent aussi sur les radios en ce début de décennie. Seule ombre au tableau, la chanson My Sweet Lord vaut à son auteur un procès pour plagiat, qu'il perd : il est en effet accusé d'avoir repris, sans le vouloir, l'air de la chanson He's So Fine (en) des Chiffons, qui avait connu un certain succès en 1963. Harrison ironisera à propos de cette affaire avec This Song en 1976.
En 1971 Harrison organise le Concert for Bangladesh, le premier grand concert de charité regroupant de nombreux artistes.
Il se tient le 1er août 1971 au Madison Square Garden de New York, devant plus de 40 000 personnes. A l’origine de ce concert se trouve l’émotion de George face à la détresse des Pakistanais: en novembre 1970, le cyclone Bhola, le plus meurtrier de l’histoire écrite, vient de dévaster la côte du Pakistan Oriental, causant la mort de 300 000 à 500 000 personnes. George Harrison décide alors de venir au secours des sinistrés en organisant un concert de charité, avec le concours de Ravi Shankar.  Le 1er août, George Harrison et Ravi Shankar se produisent sur scène, accompagnés de plusieurs autres musiciens mondialement célèbres, parmi lesquels Eric Clapton, Bob Dylan, Ringo Starr et Klaus Voormann (ami des Beatles, qu’il avait rencontrés en 1960 à Hambourg, où ils se produisaient dans différents clubs à leurs débuts). La plus grande partie de la recette du concert sera bloquée par le fisc américain au motif d’un détournement de fonds commis par Allen Klein, un homme d’affaires américain principalement connu pour sa gestion agressive et controversée du répertoire musical de grands groupes de rock. Elle ne sera reversée à l’UNICEF qu’en 1981.
La même année, Harrison participe à plusieurs morceaux de l'album Imagine de John Lennon, notamment How Do You Sleep?, virulente charge à l'encontre de Paul McCartney. L'album suivant de Harrison, Living in the Material World, publié en 1973 (avec la participation de Nicky Hopkins, Klaus Voormann, Ringo Starr, Jim Keltner, etc.), connaît également un succès relatif, principalement grâce au titre Give Me Love, qui se classe numéro un des deux côtés de l'Atlantique au printemps 1973, mais n'égale pas pour autant son prédécesseur. La même année, enfin, Harrison participe à un album solo de Ringo Starr, Ringo, qui a la particularité de réunir tous les Beatles, bien qu'ils ne jouent jamais tous ensemble sur un même morceau (toutefois, sur le titre I'm the Greatest composé par John Lennon, trois Beatles apparaissent ensemble : Ringo, John et George). Il aide notamment son ancien compagnon à composer l'une de ses chansons phares, Photograph.

#### Déclin de popularité

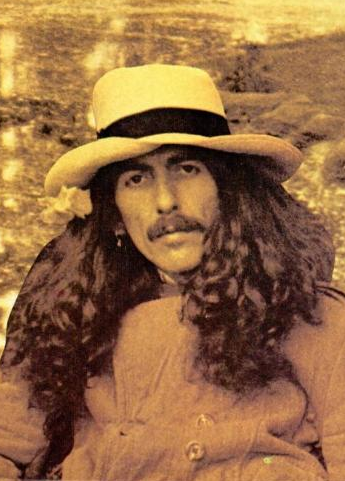
George Harrison en 1974.

En 1974 Harrison lance son propre label musical, Dark Horse. Le label accueille dans un premier temps un certain nombre d'artistes chers à Harrison, comme Ravi Shankar, puis ne publie plus que ses propres albums à partir de 1977. Un album intitulé Dark Horse sort cette année-là, mais c'est un véritable échec critique et commercial, de même que la tournée que le chanteur entreprend alors aux États-Unis. L'album est en fait réalisé à une période particulièrement peu favorable pour Harrison : il vient de se séparer de son épouse Pattie, et des complications consécutives à une laryngite l'empêchent de chanter convenablement. En 1975, il est un invité spécial d'Eric Idle à son émission Rutland Weekend Television (en) pendant laquelle il participe à un « running gag » où il insiste à jouer un sketch de pirate. Il termine l'émission avec une prestation musicale qui semble conventionnelle avec les premières mesures de sa chanson My Sweet Lord mais qui se transforme aussitôt en chant de marins sur le thème de la piraterie.
Les albums suivants, malgré un progressif regain d'estime auprès de la critique, sont dans la même lignée que le précédent et ne rencontrent que peu de succès dans les charts. George Harrison se consacre alors à des participations occasionnelles, aux côtés, notamment, de Billy Preston et de Harry Nilsson, ainsi qu'à sa société de production de cinéma, HandMade Films, qu'il fonde en 1978 afin de produire le film La Vie de Brian de ses amis les Monty Python. La même année, il joue son propre rôle en tant que narrateur dans l'émission spéciale Ringo de son ex-partenaire.
Sur le plan personnel, Harrison connaît une période plus faste. Il rencontre en 1974 Olivia Trinidad Arias, qu'il épouse quatre ans plus tard, et avec laquelle il a un fils, Dhani, le 2 août 1978. Par ailleurs, bien que son ancienne épouse Pattie soit désormais en couple avec Eric Clapton, les deux amis restent proches et conservent de bonnes relations. Harrison travaille également à son autobiographie, I, Me, Mine, écrite en collaboration avec Derek Taylor. Dans la première partie de l'ouvrage, il relate le parcours des Beatles et le sien, agrémenté de ses réflexions. La seconde partie comprend le texte définitif de quatre-vingt-trois de ses chansons, avec le récit des circonstances de leur création. Cependant, le fait qu'il ne mentionne pas John Lennon dans l'ouvrage entraîne une brouille entre les deux hommes. Lennon est assassiné en décembre 1980, ce qui choque d'autant plus Harrison qu'il n'avait pu se réconcilier avec lui avant sa disparition brutale.
Il lui consacre une chanson, All Those Years Ago, à laquelle participent Paul McCartney et Ringo Starr, et qui connaît un certain succès grâce à son style enjoué qui contraste avec son sujet. Propulsé par cette chanson, l'album Somewhere in England, publié par Harrison en 1981, semble renouer avec le succès, mais retombe assez vite dans les classements. Warner, qui distribue l'album, a par ailleurs demandé à George Harrison de revoir sa copie avant parution : le musicien est sommé de remplacer quatre des chansons prévues initialement par des compositions « plus vivantes ». Dépité par l'industrie du disque, Harrison prépare l'année suivante le dernier album le liant par contrat à la Warner, sans vraiment se prendre au sérieux : Gone Troppo est un échec total sur les plans critique et commercial mais permet à Harrison de cesser d'enregistrer pendant cinq ans pour se consacrer à d'autres projets et passions.
Harrison n'est pas pour autant musicalement inactif pendant cette période : il participe à quelques bandes-son, produit des films et s'engage pour diverses causes. Il apparaît ainsi au Birmingham Heart Beat Charity Concert 1986, destiné à récolter des fonds pour l'hôpital pour enfants de Birmingham. Il y interprète notamment Johnny B. Goode de Chuck Berry aux côtés du Electric Light Orchestra. L'année suivante, il se produit lors du concert du Prince's Trust à la Wembley Arena, interprétant While My Guitar Gently Weeps et Here Comes the Sun. La même année, il fait son retour en tant qu'auteur-compositeur-interprète avec l'album Cloud Nine, qui est un renouveau et le remet en lumière, aussi bien sur le plan critique que commercial. Réalisé avec la participation de Jeff Lynne, Eric Clapton, Elton John et Ringo Starr, l'album se classe dans les charts des deux côtés de l'Atlantique et contient son dernier numéro un aux États-Unis : la reprise Got My Mind Set on You. C'est l'ultime album studio en solo qu'il réalise de son vivant.

### Dernières années (1988-2001)

#### Nouvelle participation à des groupes

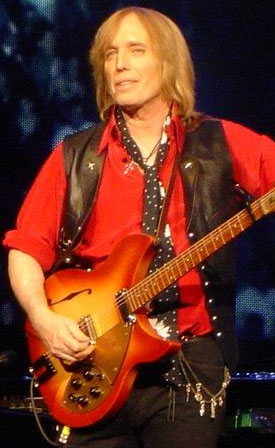
Harrison a été membre du groupe Traveling Wilburys aux côtés de son ami Tom Petty.

En 1988, Harrison met de côté sa carrière solo pour se consacrer au supergroupe Traveling Wilburys, en compagnie de Roy Orbison, Tom Petty, Jeff Lynne et Bob Dylan. L'idée est venue en enregistrant une face B au single de Harrison This Is Love. Trouvant Handle with Care trop bonne pour une face B, les membres de ce groupe improvisé décident alors de pousser le projet plus loin en produisant un album complet. Chacun des artistes prend un pseudonyme, se faisant passer pour un des frères Wilbury (Harrison est ainsi successivement Nelson puis Spike Wilbury), et chacun participe à la composition des chansons. Leur premier album, Traveling Wilburys Vol. 1, sort cette même année et est assez bien accueilli. Malgré la mort d'Orbison fin 1988, le groupe enregistre un deuxième opus en 1990, Traveling Wilburys Vol. 3. Le titre de l'album (« Vol. 3 » alors qu'il n'y a pas de « Vol. 2 ») est une idée de Harrison pour entretenir la confusion dans le public. Si quatre chansons du premier album dont Handle with Care sont clairement attribuables à Harrison, les crédits du deuxième volume sont beaucoup plus difficiles à établir.
En 1991, Harrison se produit sur scène au Japon en compagnie d'Eric Clapton pour sa première tournée depuis 1974. La tournée fait l'objet d'un album double à faible tirage qui reste un rare témoignage de ses prestations en public. Le 6 avril 1992, accompagné de Gary Moore et Joe Walsh, il donne un concert de soutien au Parti de la loi naturelle au Royal Albert Hall de Londres. En octobre 1992, il interprète trois chansons lors du concert réunissant de nombreux artistes au Madison Square Garden de New York pour célébrer les trente ans de carrière de Bob Dylan,. Sa dernière prestation sur scène en Angleterre est le 29 novembre 1992 lors du Water Rats Ball (en) au Grosvenor House Hotel de Londres avec, entre autres son vieil ami Joe Brown et Brian May, et, deux semaines plus tard le 14 décembre à Los Angeles, il fera sa toute dernière prestation au Universal Amphitheatre en l'honneur du batteur de Toto, Jeff Porcaro, décédé à 38 ans en 1992[réf. nécessaire].  
En 1994 et jusqu'en 1996, Harrison retrouve les deux autres membres survivants des Beatles pour la réalisation du projet Anthology. Ce projet pour la télévision consiste notamment en de nombreuses heures d’interviews, par la suite publiées en VHS, et plus tard en DVD, et dans un beau-livre. Trois albums doubles, Anthology 1, 2 et 3, comprenant des enregistrements inédits, des prestations en public et des prises alternatives, sont également réalisés. Quatre démos, enregistrées sur cassette dans les années 1970 par John Lennon, sont offertes par Yoko Ono pour le projet. C'est Harrison qui suggère son ami Jeff Lynne pour produire ces enregistrements inédits. Les chansons Free as a Bird et Real Love sont finalisées par les trois Beatles survivants et sorties en singles et sur les albums Anthology, en 1995 et 1996. Grow Old with Me (en) est laissée de côté mais Harrison enregistre un accompagnement de guitares acoustique et électrique sur Now and Then avant que le travail ne soit abandonné. En 2023, à partir de cette ébauche, Paul McCartney et Ringo Starr finalisent ce qui deviendra la dernière chanson inédite de l'œuvre des Beatles.

#### Fin de vie
En août 1997 George Harrison apprend qu'il est atteint d'un cancer de la gorge, attribué au fait qu'il a commencé à fumer à l'âge de 11 ans et qu'il a été un grand fumeur pendant des décennies,. Il est rapidement soigné et déclare en 1998, après une opération à Londres, qu'il est pleinement guéri,. En janvier 1998, il participe aux obsèques d'une des idoles de sa jeunesse, Carl Perkins, en interprétant Your True Love. La même année, il assiste aux obsèques de Linda McCartney. Il contribue également au nouvel album de Ringo Starr, Vertical Man.
Dans la soirée du 30 décembre 1999, il est poignardé à son domicile par un intrus, Michael Abram, qui a réussi à s'introduire dans sa propriété de Friar Park à Henley-on-Thames en brisant une fenêtre. George est frappé de quarante coups de couteau, et a un poumon perforé, avant que son épouse Olivia vienne à son secours et que l'agresseur soit maîtrisé. La lame du couteau est passée à environ 2,5 cm du cœur. L'ex-Beatle déclarera en 2000 à la cour avoir été persuadé sur le moment qu'il était mortellement touché. Le couple Harrison est conduit à l'hôpital où il apparaît qu'aucun des deux époux n'est dans un état grave. Le criminel se révèle atteint de schizophrénie et est libéré en 2002 après avoir été interné dans un hôpital spécialisé pendant plus de dix-neuf mois.
En 2000, George Harrison commence à discuter avec son ami Guy Laliberté, fondateur du Cirque du Soleil, de la création d'un spectacle sur le thème des Beatles. Le spectacle, intitulé Love, verra le jour à Las Vegas en 2006, accompagné d'un album de sa bande originale. Il se consacre également de plus en plus à un dernier album, Brainwashed, sur lequel il travaillait épisodiquement depuis plusieurs années. En 2001, il écrit les paroles anglaises de la chanson brésilienne Anna Júlia du groupe Los Hermanos pour Jim Capaldi[réf. à confirmer].
Cette même année, il subit une nouvelle intervention chirurgicale pour se faire retirer une tumeur au poumon. Il apprend alors que des métastases se sont développées en plusieurs endroits, notamment au cerveau, et subit plusieurs thérapies, notamment en Suisse durant le mois de juillet. George Harrison meurt le 29 novembre 2001 à 13 h 30 dans une clinique de Hollywood Hills. Le jour de sa mort, la famille Harrison publie le communiqué suivant :
« He left this world as he lived in it: conscious of God, fearless of death and at peace, surrounded by family and friends. He often said, 'Everything else can wait but the search for God cannot wait, and love one another'. »
« Il a quitté ce monde comme il y a vécu : conscient de Dieu, sans peur de la mort et en paix, entouré de sa famille et de ses amis. Il disait souvent : “Tout le reste peut attendre, mais pas la recherche de Dieu, et aimez-vous les uns les autres”. »
Il est incinéré et, selon sa volonté, ses cendres sont répandues le long du Gange et de la Yamuna en Inde. Son album Brainwashed ne paraît qu'après sa mort, en 2002, après avoir été achevé par son fils Dhani et Jeff Lynne. Il est considéré par la critique comme un de ses meilleurs disques.

## Personnalité

### Relations

#### Vie amoureuse
C'est sur le tournage du premier film des Beatles, A Hard Day's Night, en 1964, que George Harrison rencontre le mannequin Pattie Boyd. Leur relation inspire à Harrison plusieurs de ses premières compositions comme I Need You et If I Needed Someone,. Ils se marient le 21 janvier 1966, après avoir obtenu l'autorisation de Brian Epstein, manager des Beatles. Après leur lune de miel, Harrison demande à sa femme de renoncer à son activité professionnelle pour se consacrer à sa famille, ce qu'elle accepte. Ce mariage, dans un premier temps heureux, inspire au musicien plusieurs chansons comme For You Blue et surtout Something, un de ses plus grands succès. Pattie Harrison accompagne également son époux lors de ses voyages en Inde et dans son étude de la spiritualité orientale. C'est elle qui lui présente le Maharishi Mahesh Yogi ; et elle est également à ses côtés lors de ses expériences de drogues, notamment son initiation au LSD.
Cependant, le mariage finit par péricliter. Dès le début des années 1970, Eric Clapton, proche ami de Harrison, tombe amoureux de Pattie et lui dédie sa chanson Layla. Tous deux entament une relation, et le couple Harrison divorce en 1977, sans toutefois que les relations entre les deux amis soient dégradées. À la même époque, Harrison connaît, selon Peter Brown, membre de l'entourage des Beatles, une relation adultère avec Maureen, l'épouse de Ringo Starr qu'il reconnaît lui-même par la suite. Le couple Starkey (du vrai nom de Ringo Starr : Richard Starkey) divorce en 1975, là encore sans que l'amitié des deux anciens partenaires musicaux soit détériorée par cet épisode.

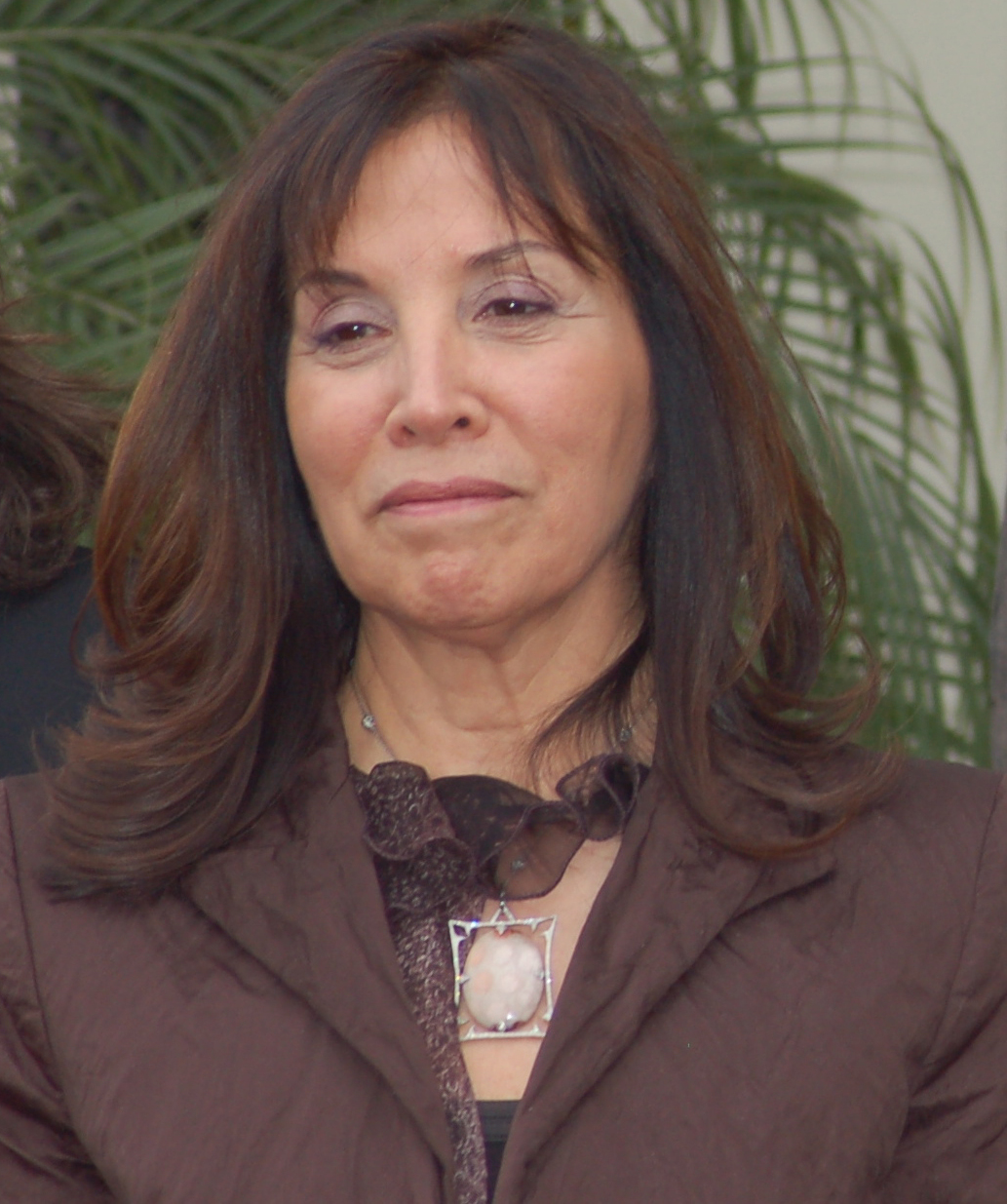
Olivia Trinidad Arias, la seconde épouse de George Harrison, ici en 2009.

Harrison rencontre en 1974 une secrétaire de la maison de disques A&M Records, Olivia Trinidad Arias, dont il tombe amoureux. Après plusieurs années de vie commune, et avec l'arrivée imminente d'un bébé, le couple se marie en 1978. Ils vivent ensemble jusqu'à la mort du chanteur, en 2001, et ont un fils, Dhani, qui suit les traces de son père en devenant musicien. Leur relation offre à Harrison un climat de sérénité qui lui permet de retrouver un optimisme qu'il avait perdu dans ses compositions du milieu des années 1970.

#### Amitié avec les autres Beatles
Harrison a eu des rapports variables avec les Beatles, faits d'amitié et de tensions. Aux débuts du groupe, et à l'apogée de la Beatlemania, les quatre garçons vivent une relation d'amitié très forte :

« On veillait vraiment les uns sur les autres. On riait tout le temps. À cette époque, on avait d'immenses suites dans les hôtels, parfois un étage entier, rien que pour nous, et rien que pour être ensemble on se retrouvait tous les quatre dans la salle de bains. […] Aujourd'hui encore, quand on se retrouve tous les trois, Paul et George sont les seuls à me voir tel que je suis. »

— Ringo Starr.
George Harrison a été un des plus grands soutiens du batteur au sein du groupe, que ce soit pour lui permettre de remplacer Pete Best, ou lorsqu'il est tombé malade au moment d'une tournée. C'est également ensemble qu'ils ont composé plusieurs de ses chansons, comme son succès Photograph.
Harrison se montre en particulier très proche de John Lennon sur le plan spirituel, comme il l'explique : « Il avait perçu que nous ne vivions pas seulement dans le monde matériel. Il voyait au-delà de la mort, il voyait que cette vie n'était qu'une petite comédie. […] Étant passé avec John par cette période LSD, je l'ai compris dès la première fois qu'on en a pris et je crois que nos pensées ont été en plus grande harmonie l'une avec l'autre. » Après la séparation du groupe, les deux hommes restent bons amis, et Harrison participe à plusieurs enregistrements au sein du Plastic Ono Band. Cependant, leurs relations se tendent lorsque Lennon ne se présente pas à l'audition visant à dissoudre légalement le groupe. En 1980, celui-ci s'offusque publiquement de ne pas avoir été cité par son ami dans l'autobiographie que celui-ci vient de publier, I, Me, Mine (en). Il est assassiné peu après, avant que les deux hommes aient eu l'occasion de se réconcilier. George Harrison, très affecté par sa disparition subite, lui consacre une chanson en hommage : All Those Years Ago.
Paul McCartney et George Harrison sont amis depuis leur enfance. Au sein même des Beatles, cependant, ils se disputent fréquemment lors du travail sur certaines chansons, de façon croissante au cours des dernières années, notamment pendant le tournage de Let It Be lorsque McCartney lui indique comment jouer une prise : les tensions accumulées finissent en effet par éclater, et Harrison quitte provisoirement le groupe,. La séparation effective des Beatles survient quelques mois plus tard. Harrison explique que chacun avait besoin de plus d'espace, que le groupe était devenu trop petit. Durant leur carrière solo, les deux anciens partenaires retravaillent assez peu ensemble, principalement à cause de leurs divergences de caractère, à l'exception notable du projet Anthology. Selon le biographe Mark Lewisohn, durant ces séances il démontre beaucoup d'impatience et tente souvent d'humilier McCartney. Peu avant la mort de Harrison, McCartney lui rend toutefois une visite à l'hôpital, au cours de laquelle ils ont une longue conversation sur le temps passé. Par la suite, au cours de ses tournées, McCartney interprète régulièrement Something en son honneur ; il commence seul au ukulélé et termine avec tout son groupe, le guitariste Rusty Anderson interprétant le solo de George Harrison à la note près.

### Spiritualité et vision du monde

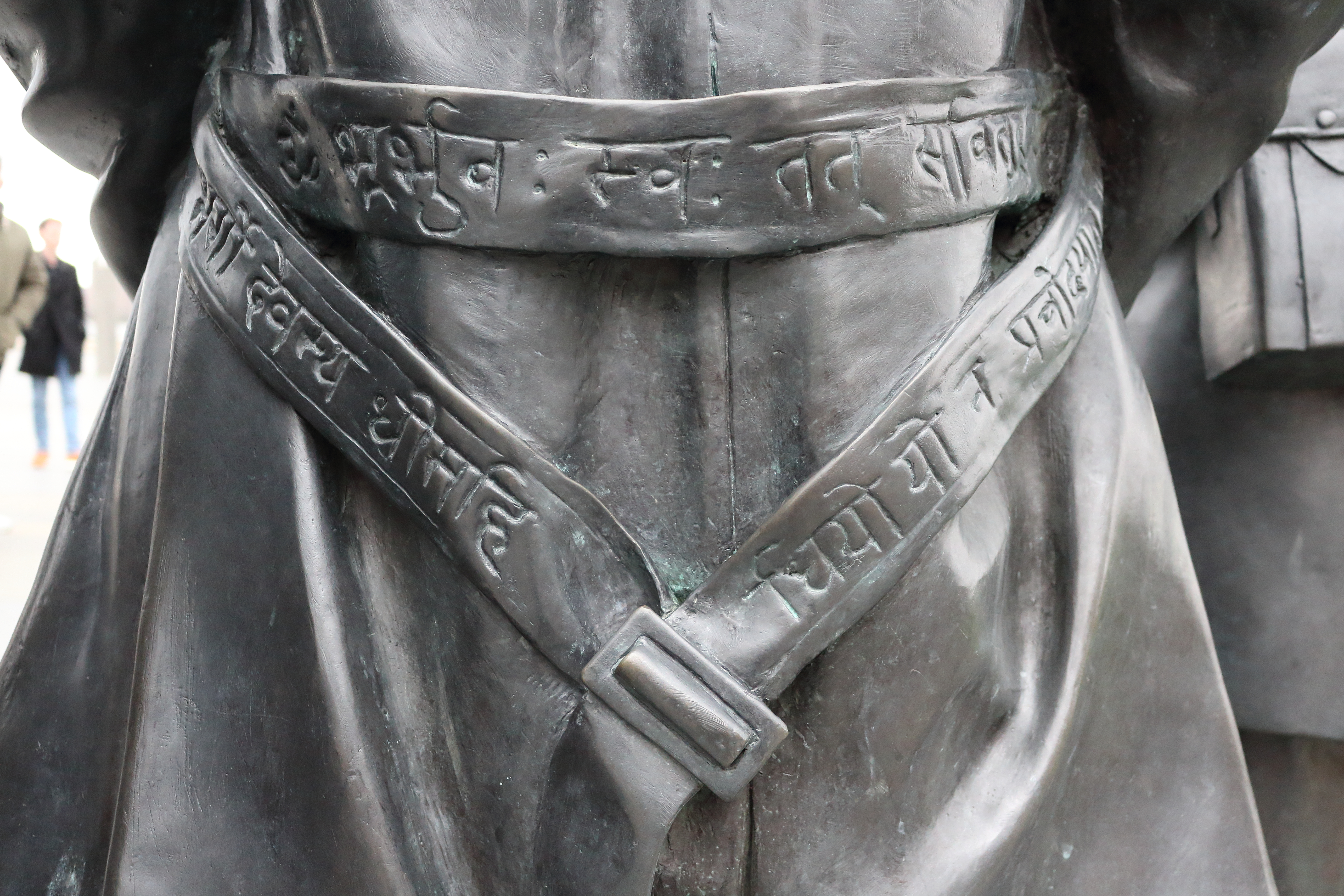
Sur leurs statues dressées dans le quartier de Pier Head, à Liverpool, chacun des Beatles a un « talisman » représentant un aspect de sa vie. Sur l'arrière de la ceinture de George Harrison figure le Gayatri mantra en sanscrit.

#### Intérêt pour l'Inde et sa philosophie
George Harrison découvre l'Inde et sa culture durant le tournage du film Help!, en 1965. Celui-ci met en effet en scène une secte indienne tentant de mettre la main sur une bague sacrée détenue par Ringo Starr. Lors du tournage d'une scène se déroulant dans un restaurant indien, le guitariste s'intéresse particulièrement au groupe de musiciens et s'essaie à jouer du sitar. Peu après il en achète un et apprend à en jouer, l'intégrant par la suite aux compositions du groupe. Fin 1965, il entend parler du musicien indien Ravi Shankar et achète plusieurs de ses disques. Il le rencontre l'année suivante, et tous deux se découvrent rapidement des affinités. Shankar propose finalement à Harrison de lui apprendre à jouer du sitar en Inde. Le guitariste et son épouse Pattie Boyd profitent de la pause que s'accordent les Beatles dans la foulée de la sortie de Revolver et de l'arrêt des tournées pour partir en Inde où ils s'imprègnent de la culture et de la philosophie locales.
Particulièrement intéressé par le courant Hare Krishna, Harrison devient très critique envers l'Église catholique dont il fustige le train de vie et les principes. Il rencontre également le Maharishi Mahesh Yogi et s'intéresse à la méditation transcendantale que celui-ci enseigne. En août 1967, Harrison propose donc aux autres Beatles d'assister à une conférence du Maharishi au pays de Galles où ils sont initiés à la méditation transcendantale. L'expérience est troublée par l'annonce de la mort de Brian Epstein, leur manager, qui choque profondément les membres du groupe. C'est finalement en 1968 que les quatre musiciens et leurs épouses partent séjourner un temps dans l’ashram du maître spirituel, à Rishikesh, dans le nord de l'Inde. Ringo Starr et Paul McCartney en reviennent les premiers, de leur propre chef, tandis qu'une rumeur d'abus sexuel commis par le Maharishi — laquelle s'est révélée fausse plus tard — pousse les deux autres à rentrer à leur tour en Angleterre.
Cela n'empêche pas Harrison de conserver un fort intérêt pour l'Inde et la méditation. Il se targue notamment d'avoir chanté durant vingt-trois heures le mantra Hare Krishna en conduisant sa voiture à travers l'Europe. Il devient végétarien, et le restera jusqu'à la fin de sa vie. Il s'engage également en 1992 pour le Parti de la loi naturelle,,. La spiritualité de George Harrison transparaît dans ses premiers albums en solo, notamment Living in the Material World, ce qui finit par lasser une partie de la critique. Son dernier album, Brainwashed, est également empreint de cette spiritualité, avec notamment le récit d'une prière hindoue en sanscrit dans la chanson titre.

#### Autres passions
Harrison marque un très fort intérêt pour le jardinage. En 1970, il rachète Friar Park, un manoir entouré d'un grand parc, qu'il fait ensuite restaurer (en 1972 il y fera installer un studio d'enregistrement). Le manoir, avec ses tourelles et ses gargouilles, a été construit à la fin du XIXe siècle pour répondre aux vœux de l'excentrique Frank Crisp, un avocat qui a également créé le parc avec une étendue d'eau. Harrison engage une équipe de jardiniers pour l'aider à s'occuper de ce parc de près de 25 hectares où il aime se promener. Avec le temps il en arrive même à se considérer non plus comme un musicien mais comme un jardinier. En 1980, il dédie son autobiographie, I · Me · Mine, « aux jardiniers, où qu'ils soient ». Sa propriété lui inspire par ailleurs une chanson, Ballad of Sir Frankie Crisp (Let It Roll), sur l'album All Things Must Pass : il y décrit la maison et son parc. C'est également là qu'est prise la photographie ornant la pochette de l'album.
Il se passionne également pour les courses automobiles à partir de 1977 (année qu'il considère comme celle où il a abandonné la musique pour les courses). Il est le possesseur de l'une des cent six McLaren F1 de route construites, et acquiert également dès 1964 une des rares Aston Martin DB5 (la voiture de James Bond dans Goldfinger). Il conduit lui-même de façon agressive, aimant à dire : « Je me considère comme bon derrière un volant, mais je ne suis pas certain que la police soit d'accord. » Il se fait d'ailleurs retirer plusieurs fois son permis de conduire, et a en 1972 un grave accident avec son épouse Pattie, qui est plongée quelque temps dans le coma. Sa chanson Faster, qui figure sur l'album George Harrison, de 1979, est un hommage aux coureurs automobiles. En assistant à de nombreux grands prix automobiles à travers le monde, il se lie d'amitié avec plusieurs pilotes, notamment Jackie Stewart et Damon Hill.

#### Harrison et la drogue
Lors des longues heures passées sur scène dans les bars de Hambourg à leurs débuts, les Beatles consomment des prellies, des pilules de Preludin, un coupe-faim qui agit aussi comme un stimulant. Comme les trois autres Beatles, Harrison découvre la marijuana, lorsque Bob Dylan les y initie, pendant leur tournée américaine de l'été 1964. Ils y prennent vite goût, et, durant le tournage de Help! l'année suivante, ils en consomment massivement, comme l'explique Ringo Starr : « On a fumé une quantité diabolique d'herbe pendant le tournage du film. C'était génial. Ça rendait les choses encore plus rigolotes. » En avril 1965, Harrison, Lennon et leurs épouses respectives passent la soirée chez un ami dentiste qui met du LSD dans leur café sans les prévenir. Cette découverte prend des allures de révélation pour Harrison, qui y voit un moyen de s'élever spirituellement. Lennon devient, pour sa part, un gros consommateur durant les années qui suivent. Cela rapproche particulièrement les deux hommes.
En 1967, Harrison raconte les effets du LSD sur sa méditation, dans It's All Too Much, mais par la suite il s'éloigne peu à peu de cette substance, notamment au cours de son séjour en Inde, au profit d'autres méthodes de méditation. Il se rend compte en effet que la méditation est un meilleur moyen d'atteindre son « vrai soi » que la drogue. Pour autant, Harrison continue à consommer de la marijuana. Le 12 mars 1969, l'inspecteur Norman Pilcher, de la brigade des stupéfiants de la police de Londres, perquisitionne chez lui, et en découvre une certaine quantité. Harrison reconnaît les faits, tout en déclarant que la marijuana retrouvée par Pilcher ne lui appartient pas. L'année précédente, pour les mêmes raisons, Lennon connaissait lui aussi des problèmes judiciaires ; c'était la fin de l'immunité dont avaient jusque-là profité les Beatles. Cependant, en 1972, le policier Pilcher sera condamné pour avoir introduit de la drogue chez des innocents.

## Œuvre

### Musique

#### Pratique instrumentale

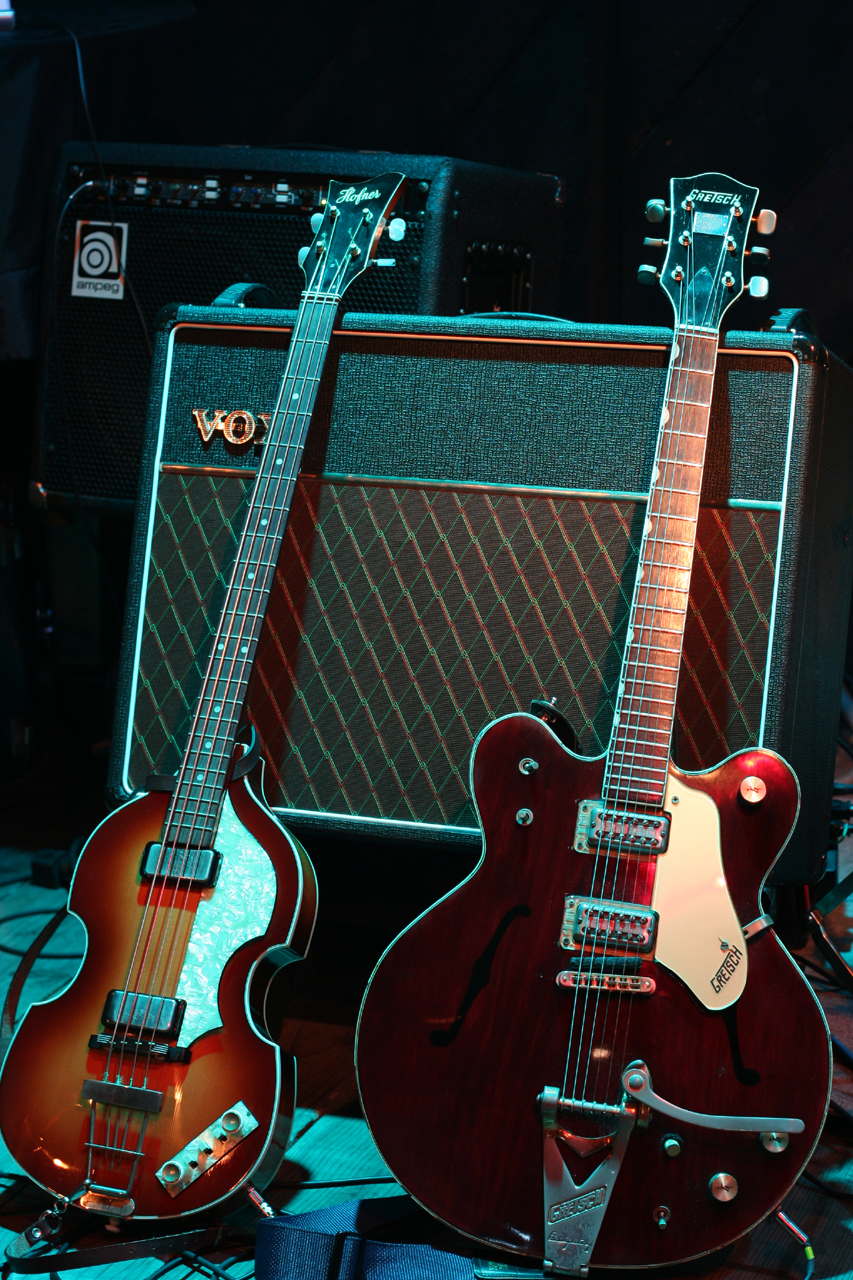
Une réplique de la Gretsch de George Harrison (à droite) ; à côté, une basse Höfner ressemblant au modèle de Paul McCartney, mais pour droitier.

Le jeu de guitare de George Harrison avec les Beatles est varié et d'une grande souplesse. Ce n'est pas un guitariste rapide ou tape-à-l'œil, mais il produit un jeu solide, caractéristique des solos de guitare dépouillés du début des années 1960. L'influence sur George Harrison du style de guitare en picking de Chet Atkins et Carl Perkins donne une tonalité de musique country aux premiers enregistrements des Beatles. Il reconnaît également l'inspiration de Buddy Holly et Chuck Berry.
Harrison explore les possibilités de nombreux types de guitares, dont la douze cordes et la slide, et il fait évoluer son jeu, de simples solos sur huit ou douze mesures, comme sur A Hard Day's Night ou Can't Buy Me Love, jusqu'à ses envolées lyriques à la slide sur les albums plus tardifs. L'exemple le plus ancien d'un travail remarquable de Harrison sur une chanson des Beatles est son long solo acoustique sur la chanson Till There Was You, pour lequel il se procure une guitare classique José Ramírez afin de rendre la sensibilité souhaitée sur ce titre.
Geoff Emerick, qui a travaillé en studio avec les Beatles comme ingénieur du son, assistant tout d'abord puis principal à partir de l'album Revolver, n'est généralement pas tendre avec George Harrison dans son ouvrage Here, There and Everywhere: My Life Recording the Music of the Beatles. Il souligne la difficulté que le plus jeune membre du groupe éprouve souvent à enregistrer un solo du premier coup, raconte qu'il a fallu ralentir la bande pour qu'il puisse placer la phrase rapide du pont de A Hard Day's Night, l'appelle parfois « poor George » (« pauvre George »), trouve Paul McCartney bien plus doué que lui à la guitare… mais reconnaît pour finir son talent et même l'étonnement qui est le sien lors de l'enregistrement du dernier album du groupe, Abbey Road, où Harrison est particulièrement affûté, fait preuve de virtuosité pour une contribution de très grande qualité à toutes les chansons de ce disque.
Par ailleurs, sur ce dernier disque enregistré par les Beatles, George Harrison introduit un nouvel instrument pour la première fois sur un disque de rock : le synthétiseur.

« C'est en Amérique que j'ai entendu parler pour la première fois du synthétiseur Moog. J'ai dû en commander un spécialement parce que M. Moog venait de l'inventer. Il était énorme, avec des centaines de connexions et deux claviers. Mais c'était une chose d'en posséder un, et une autre d'essayer de le faire fonctionner. Il n'y avait pas de mode d'emploi, et s'il y en avait eu un il aurait probablement fait deux mille pages. Je ne crois pas que M. Moog savait lui-même comment faire de la musique avec son truc, c'était plus un appareil technique. Quand on écoute ces sons, par exemple sur Here Comes the Sun, il y a quelques bonnes choses, mais ce ne sont encore que des balbutiements. »

— George Harrison.
Tout en apprenant à se servir de cet appareil, à l'époque aussi encombrant qu'une armoire, et encore monophonique, Harrison parsème les pistes d'Abbey Road de ces sons nouveaux. Le synthétiseur deviendra par la suite un instrument très courant dans la musique rock.
Harrison introduit dans la musique des Beatles divers instruments à cordes indiens, dont le sitar qu'il contribue à populariser dans la musique occidentale. Il découvre l'instrument en 1965 et l'utilise pour la première fois sur la chanson Norwegian Wood ; par la suite il apprend plus formellement à en jouer, suivant des cours  pendant plusieurs semaines auprès de Ravi Shankar. Il arrête finalement en 1968 sur les conseils de Shankar et d'Eric Clapton qui lui suggèrent de se recentrer sur son jeu de guitare.
Parmi les instruments, une de ses passions est le ukulélé, dont il est un collectionneur notoire et un joueur émérite. Il s'intéresse en particulier à la variante de cet instrument la plus répandue au Royaume-Uni : le banjo-ukulélé, qu'il utilise notamment sur une de ses dernières chansons, Any Road.

#### Instruments utilisés
La première guitare électrique de George Harrison est un modèle tchèque populaire auprès des guitaristes britanniques du début des années 1960 dénommé Futurama/Grazioso,.
Sur les premiers albums du groupe, il joue principalement sur une Gretsch branchée sur un ampli Vox. Il utilise divers modèles de Gretsch, comme la Duo-Jet — achetée d'occasion en 1961 à un marin de Liverpool —, la Tenessean, et la Country Gentleman, qu'il s'est procurée en avril 1963 pour 234 livres dans un magasin londonien, et qu'il utilise sur She Loves You ainsi que lors de la prestation des Beatles au Ed Sullivan Show à New York, le 9 février 1964.
Durant le premier voyage du groupe aux États-Unis en 1964, Harrison se procure un des prototypes de la Rickenbacker 360 à douze cordes — c'est encore un modèle expérimental, avec les cordes inversées et une disposition originale des mécaniques qui évite d'avoir une tête de manche plus longue et donc plus lourde. Il l'utilise beaucoup sur l'album A Hard Day's Night, et les sonorités particulières de cet instrument encore méconnu deviennent rapidement populaires — Roger McGuinn aime tellement ce son qu'il en fera la signature sonore des Byrds,.
En 1965, Lennon et Harrison se procurent tous deux — l'achat est effectué par Mal Evans — leur première Fender Stratocaster, dans une livrée Sonic Blue. Harrison l'utilise sur l'album Rubber Soul, en particulier sur la chanson Nowhere Man, où il joue à l'unisson avec John Lennon, jouant sur sa propre Stratocaster. Harrison décore la sienne avec un dessin psychédélique, plus le terme Bebopalula — en référence à la chanson Be-Bop-A-Lula de Gene Vincent — écrit sur le chevalet, et le surnom de l'instrument, Rocky, sur la tête de manche. On voit cette guitare dans le film Magical Mystery Tour. Harrison continue à l'utiliser ensuite durant sa carrière solo.

#### Composition et chant

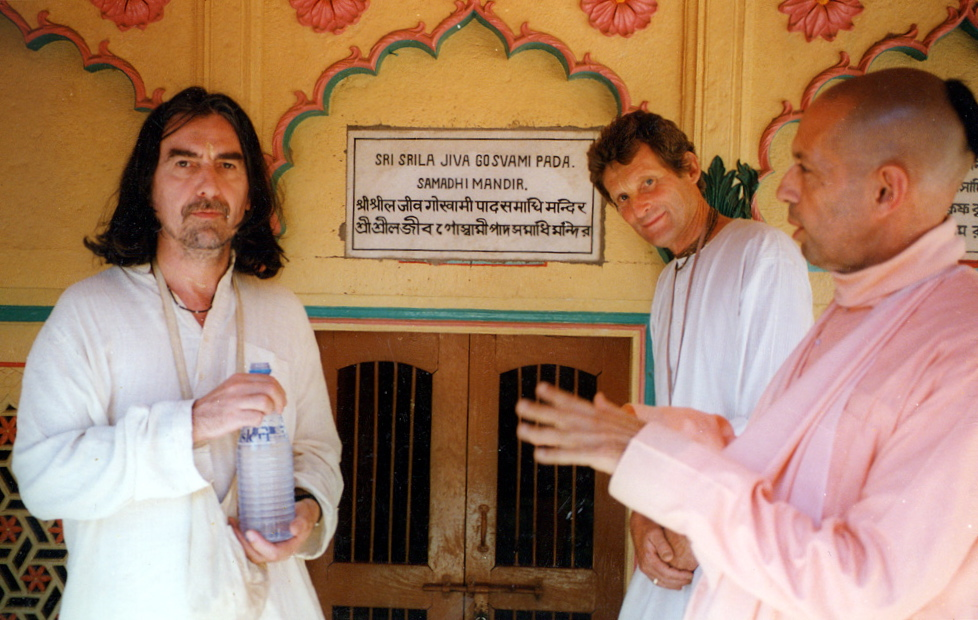
L'intérêt de George Harrison pour l'Inde et sa philosophie ressort dans nombre de ses compositions, avec les Beatles comme en solo.

Avec les Beatles, George Harrison participe généralement aux harmonies vocales du groupe, tandis que Lennon et McCartney s'occupent du chant principal. Cependant il chante toujours une ou deux chansons par album dès les débuts du groupe. Il en est de même pour ses propres compositions, qu'il interprète systématiquement.

« George ne chantait pas du tout quand on l'a fait entrer dans le groupe. Il était guitariste. Durant les premières années, il n'a pas chanté sur scène. On le laissait peut-être faire un morceau, comme on le faisait avec Ringo, voilà. »

— John Lennon.
Bien que sa voix soit généralement claire et monte facilement dans les aigus, elle mettra un frein sérieux à la carrière du musicien. Harrison est en effet frappé en 1974 d'une laryngite persistante qui lui donne une voix très rauque. Ce timbre déformé s'entend sur la tournée qu'il donne cette année-là et sur son album Dark Horse, que la critique va jusqu'à surnommer « Dark Hoarse » (hoarse signifiant « rauque » en anglais). Le public est déçu par les concerts donnés par Harrison fin 1974, ce qui le dégoûte des tournées.
Harrison commence également à composer au sein des Beatles, en 1963. Sur le deuxième album du groupe sort en effet Don't Bother Me, sa première chanson, qu'il juge a posteriori décevante. Il faut ensuite attendre l'album Help!, en 1965, pour retrouver des compositions de son cru avec I Need You et You Like Me Too Much, deux chansons plutôt conventionnelles,. Le potentiel de Harrison se révèle sur l'album Rubber Soul avec If I Needed Someone, et surtout avec trois titres parus sur Revolver, l'année suivante : Taxman, chanson engagée, Love You To, la première chanson aux sonorités indiennes du groupe et I Want to Tell You. Ce courant se poursuit sur l'album suivant, Sgt. Pepper's, avec Within You Without You, morceau enregistré par Harrison seul, accompagné de musiciens indiens : il y explique les préceptes de la philosophie indienne qui l'ont séduit. Enfin, une dernière chanson indienne est composée par Harrison : The Inner Light. Parue en face B de Lady Madonna, il s'agit de son premier morceau présent sur un single.
Dans une interview en 1974, John Lennon a ainsi résumé l'évolution des compositions de Harrison :

« Il y a eu une période embarrassante car ses chansons n'étaient pas très bonnes et que personne ne voulait rien dire. […] Ce n'est pas du tout une manière de le rabaisser, c'est seulement, que comme auteur, il n'avait pas notre métier. »

C'est à partir de l'Album blanc des Beatles que Harrison compose des chansons plus notoires : While My Guitar Gently Weeps et Piggies, notamment. Il atteint une véritable consécration avec Abbey Road, sur lequel il compose deux grands succès. Here Comes the Sun ouvre en effet la face B de l'album et rencontre un certain succès, mais c'est surtout Something qui séduit autant le groupe que le public. La chanson s'impose comme une évidence et devient la première face A de single signée par Harrison, avec Come Together de Lennon/McCartney en face B.

« Un George auteur était en train de naître. Avec Something et While My Guitar Gently Weeps — sans rire, deux des plus belles chansons d'amour jamais composées et qui soutiennent la comparaison avec ce qu'écrivaient John et Paul, ou qui que ce soit d'autre à l'époque. […] C'est intéressant que George ait émergé au moment où le groupe éclatait. »

— Ringo Starr .
La composition de Something préfigure le plus grand succès de Harrison, l'année suivante, avec My Sweet Lord. Cette chanson atteint en effet la tête des classements aux États-Unis et dans de nombreux pays. Cependant, elle attire également des ennuis à son auteur, accusé d'avoir plagié la chanson He's So Fine des Chiffons, composée en 1962. Le différend judiciaire dure près de vingt ans. Si au bout du compte il perd ce procès, ce n'est pas sans humour qu'il rachète par la suite la maison d'édition musicale des plaignants, dans laquelle figure bien sûr la chanson objet du litige. Il compose également en 1976 This Song au sujet de cette affaire. La critique plébiscite les compositions de Harrison sur son premier album, All Things Must Pass, mais se lasse par la suite de la tonalité plaintive de certains de ses disques. Harrison compose également plusieurs chansons engagées et, parfois, des chansons introspectives ou même humoristiques.

### Discographie

#### Avec les Beatles
Sur le premier album des Beatles, Please Please Me, George Harrison tient principalement la guitare solo. Il chante également deux chansons, Chains et Do You Want to Know a Secret. Sur l'album suivant, With the Beatles, il signe sa première composition, Don't Bother Me. Durant les deux années qui suivent, son rôle se limite principalement à la guitare solo, aux chœurs, ainsi qu'au chant principal sur un ou deux titres par album, parfois composés par ses soins.
C'est à partir de Rubber Soul, en 1965, que Harrison affirme sa position au sein du groupe. Deux de ses compositions sont présentes sur le disque, mais c'est surtout sa contribution à une chanson de John Lennon, Norwegian Wood (This Bird Has Flown), qui marque une évolution dans le style du groupe. Il propose en effet de donner une sonorité nouvelle au titre en ajoutant un sitar. Dans les années qui suivent, Harrison compose des titres aux sonorités indiennes : Love You To, Within You Without You et The Inner Light. Son implication atteint son apogée sur Revolver, sur lequel il compose trois des quatorze chansons. En 1968 il revient à un style plus habituel sur l'Album blanc, et invite son ami Eric Clapton à participer à While My Guitar Gently Weeps, la seule chanson du groupe à contenir un solo joué par un invité. Enfin, la consécration vient en 1969 avec Abbey Road : Harrison y compose en effet Something, qui est choisie pour être éditée en single, et Here Comes the Sun, également un grand succès. Sur cet album, Harrison s'illustre également par l'utilisation d'un synthétiseur Moog sur certaines chansons : il s'agit d'une première en la matière.
Au total, sur les douze albums studio publiés par les Beatles au Royaume-Uni, auxquels s'ajoutent les nombreux singles de titres inédits, Harrison est l'auteur de vingt-deux morceaux. Après la disparition de John Lennon, les trois Beatles survivants se retrouvent dans les années 1990 pour préparer le projet Anthology et ils finalisent alors deux enregistrements inédits du disparu, Free as a Bird et Real Love.

#### En solo

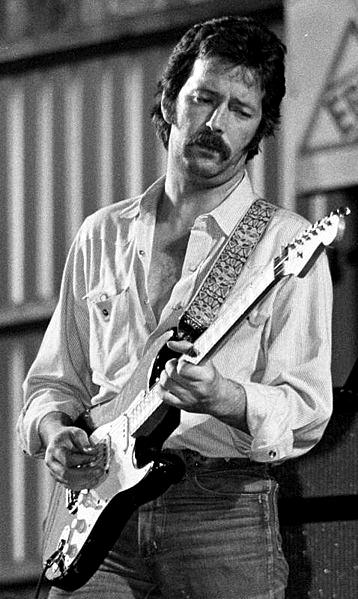
À plusieurs reprises le guitariste Eric Clapton a joué avec George Harrison sur ses albums.

En 1968, George Harrison devient le premier des Beatles à publier un album solo, Wonderwall Music, la bande originale du film Wonderwall, alternant orchestrations pop et tonalités indiennes, sur laquelle il ne joue toutefois d'aucun instrument, se contentant de produire et de composer. Il collabore la même année avec son ami Eric Clapton à l'écriture et à l'enregistrement (en tant que guitariste rythmique) du titre Badge, single tiré du dernier album du power trio Cream, Goodbye, sorti en février 1969 et qui, à l'instar des derniers albums des Beatles, constitue un assemblage de compositions personnelles des trois musiciens du groupe : Jack Bruce, Eric Clapton et Ginger Baker. Pour des raisons contractuelles de conflits entre maisons de disques, il signe sa collaboration sous le pseudonyme L'Angelo Misterioso, qu'il réutilisera plusieurs fois pour les mêmes raisons. En 1969 et sous le même nom d'emprunt il collabore avec Jack Bruce sur Never Tell Your Mother She's Out of Tune, un des morceaux du premier album solo de celui-ci, Songs for a Tailor. Il publie la même année un album de musique expérimentale à base de synthétiseur, Electronic Sound, qui connaît peu de succès du fait de son caractère avant-gardiste. Il rejoint une nouvelle fois Eric Clapton en tournée fin 1969. Clapton, après la séparation du groupe éphémère Blind Faith, décide d'accompagner en tournée le groupe Delaney & Bonnie & Friends qui assurait leur première partie lors de la tournée de Blind Faith. Harrison, sur proposition de son ami, décide de les accompagner sur quelques dates. Cette tournée donne lieu à la sortie d'un album live en juin 1970 : Delaney & Bonnie & Friends On Tour with Eric Clapton, dans les crédits duquel Harrison apparaît encore sous son pseudonyme.
À la séparation des Beatles, cependant, Harrison connaît un succès fulgurant avec All Things Must Pass, son premier véritable album, qui atteint le sommet des charts des deux côtés de l'Atlantique en 1970. Ce triple 33-tours contient notamment My Sweet Lord, une de ses chansons les plus connues. L'année suivante, il est à l'origine du premier concert caritatif, le Concert for Bangladesh. L'album qui en est tiré se place également en tête des charts au Royaume-Uni, et atteint la deuxième place aux États-Unis. L'album suivant, Living in the Material World, connaît un succès comparable en 1973, bien que la critique commence à être plus mitigée au sujet de Harrison.
Dans les années qui suivent, les albums de Harrison connaissent un succès bien moindre et traduisent un certain passage à vide : Dark Horse, Extra Texture (Read All About It), Thirty Three & 1/ॐ et George Harrison peinent en effet à monter dans les classements, et reçoivent un accueil critique plus froid que leurs prédécesseurs, bien que témoignant d'un progressif regain de qualité. En 1981 l'album Somewhere in England semble marquer un retour à la lumière. Celui-ci comprend en effet la chanson All Those Years Ago, hommage à John Lennon, assassiné un an plus tôt, qui contribue en très grande partie à son succès. L’opus suivant, Gone Troppo est, en 1982, un échec retentissant, mais le musicien s'y est peu impliqué, étant contractuellement tenu de fournir un dernier album, avant de cesser toute activité musicale en son nom durant cinq années. Il fait son grand retour en 1987 avec Cloud Nine, qui marque son retour dans les charts tandis que la critique plébiscite l'album. Les années suivantes, il enregistre avec le supergroupe Traveling Wilburys deux albums salués par la presse musicale. Il consacre ses dix dernières années à la production d'un album qui ne paraît finalement qu'après sa mort, terminé par son fils Dhani Harrison et son ami Jeff Lynne : Brainwashed. Celui-ci parvient à convaincre les critiques, notamment le site AllMusic qui le considère comme « un des meilleurs albums enregistrés par Harrison ».
Au total, George Harrison a publié onze albums studio, auxquels s'ajoutent un album expérimental, une bande originale, deux albums live (The Concert for Bangladesh et Live in Japan), et trois compilations. À ceux-ci s'ajoutent une trentaine de singles dont un classé numéro un au Royaume-Uni et aux États-Unis, My Sweet Lord, et deux autres qui se placent en tête des charts aux États-Unis, Give Me Love (Give Me Peace on Earth) et Got My Mind Set on You,.
Ses albums solo contiennent par ailleurs plusieurs chansons prévues initialement pour figurer sur des albums des Beatles : All Things Must Pass (album homonyme), Not Guilty (George Harrison) et Circles (Gone Troppo). Ces chansons apparaissent ainsi dans des versions interprétées par les Beatles sur la compilation Anthology 3 ou sur les disques bonus de l'Album blanc remixé en 2018.

#### Traveling Wilburys
Il participe aux deux albums du groupe Traveling Wilburys; Traveling Wilburys Vol. 1 sortie le 24 octobre 1988 et Traveling Wilburys Vol. 3 le 29 octobre 1990.

#### Autres collaborations
- En 1969, il participe à quelques enregistrements et spectacles du duo Delaney & Bonnie.
- Il participe à l'enregistrement des chansons Exchange and Mart et Spending All My Days avec Denny Laine et Trevor Burton pour un album de Rick Grech qui ne verra pas le jour. Ces deux chansons seront placées en supplément pour la réédition de 1986 de l'album Blind Faith du groupe éponyme[101].
- Il fait partie du groupe de musiciens entendu sur la chanson Basketball Jones (en) parue en 1973 sur l'album Los Cochinos (en), du duo d'humoristes américains Cheech & Chong (en)[102].
- Il est invité à jouer le solo de guitare slide sur le single Leave A Light On (en) de Belinda Carlisle tiré de son album Runaway Horses (en) de 1989[103].
- Il joue de la guitare acoustique et fait les chœurs sur I Won't Back Down de l'album Full Moon Fever de Tom Petty & The Heartbreakers, paru en 1989. On peut aussi l'entendre en 1996, cette fois avec Ringo Starr, sur Hung Up and Overdue tirée de la trame sonore (en) du film She's the One, toujours des Heartbreakers.
- En 1996, il participe, avec ses deux ex-collègues, à l'album Go Cat Go! de Carl Perkins. Harrison chante, en duo avec le vétéran du rock 'n' roll, son idole de jeunesse, la chanson Distance Makes No Difference with Love. On entend Ringo Starr sur Honey Don't, Paul McCartney sur My Old Friend et l'album se clôt avec la reprise par John Lennon de Blue Suede Shoes tirée de l'album Live Peace in Toronto 1969[104].

#### Production
- En 1969, il produit l'album Is This What You Want? (en) de Jackie Lomax pour lequel il lui offre la chanson Sour Milk Sea (en) qu'il a écrit et enregistré en démo avec les Beatles durant la préparation de l'« Album blanc ».
- En 1971, il produit l'album de mantras The Radha Krsna Temple (en).
- La même année, sa composition Try Some, Buy Some coproduite par Harrison et Phil Spector, est sortie par la conjointe de ce dernier, Ronnie Spector.

### Harrison et le cinéma

Les Beatles sur le tournage de Help! : George Harrison est le troisième de la file.

George Harrison fait ses premiers pas au cinéma avec les Beatles en 1964 dans leur film A Hard Day's Night ; il y joue son propre rôle dans une histoire inspirée de la vie du groupe en pleine Beatlemania. Cette expérience est décisive pour lui, non pas sur le plan cinématographique, mais pour sa vie personnelle : c'est en effet au cours du tournage qu'il rencontre sa future épouse, Pattie Boyd. Le groupe rempile l'année suivante avec Help!, qui met le groupe au contact avec la culture indienne. En 1967, Magical Mystery Tour est le troisième film des Beatles, qui se révèle un échec critique et commercial (malgré une bande-son de grande qualité, contenant plusieurs des morceaux les plus emblématiques du groupe). Comme le reste du groupe, Harrison s'implique peu dans la réalisation du film d'animation Yellow Submarine, et aucun des musiciens ne double son personnage.
Sur son expérience cinématographique, les autres Beatles disent de Harrison qu'il semble s'être ennuyé, ce que l'intéressé dément cependant. À propos de A Hard Day's Night, il dit notamment : « Je ne vois pas de quoi ils parlent. J'ai adoré ça ! La seule chose qui m'embêtait, c'était de devoir se lever à 5 heures du matin pour aller tourner. » Harrison commence en 1968 à s'impliquer dans des projets extérieurs et compose la bande originale de Wonderwall. Il participe ensuite au tournage du dernier film des Beatles, Let It Be, qui est un documentaire sur la préparation de l'album éponyme du groupe.
En 1978, Harrison fonde avec Denis O'Brien (en) HandMade Films. Cette société de production a alors pour but de finir de financer le film des Monty Python La Vie de Brian, qu'EMI a cessé de produire à cause de son contenu satirique jugé blasphématoire. Harrison devient donc producteur de la comédie et y fait une brève apparition. La même année, il participe avec Eric Idle, avec qui il est ami, à All You Need Is Cash, un téléfilm parodiant l'histoire des Beatles,.
Sa société produit ensuite Du sang sur la Tamise, également en difficulté. Il produit aussi Time Bandits, un film de Terry Gilliam, membre des Monty Python, sorti en 1981 pour lequel sa chanson Dream Away est entendue durant le générique final. Sort ensuite Mona Lisa, sorti en 1986, et la même année Shanghai Surprise, première grosse production de la société, avec Madonna et Sean Penn, qui se révèle être un fiasco économique et artistique. Par la suite, HandMade films connaît de grandes difficultés financières, et Harrison la revend à une société canadienne en 1994.
Enfin, en 1993, il double son propre personnage dans un épisode des Simpson parodiant l'histoire des Beatles, Le Quatuor d'Homer.

## Postérité

### Distinctions

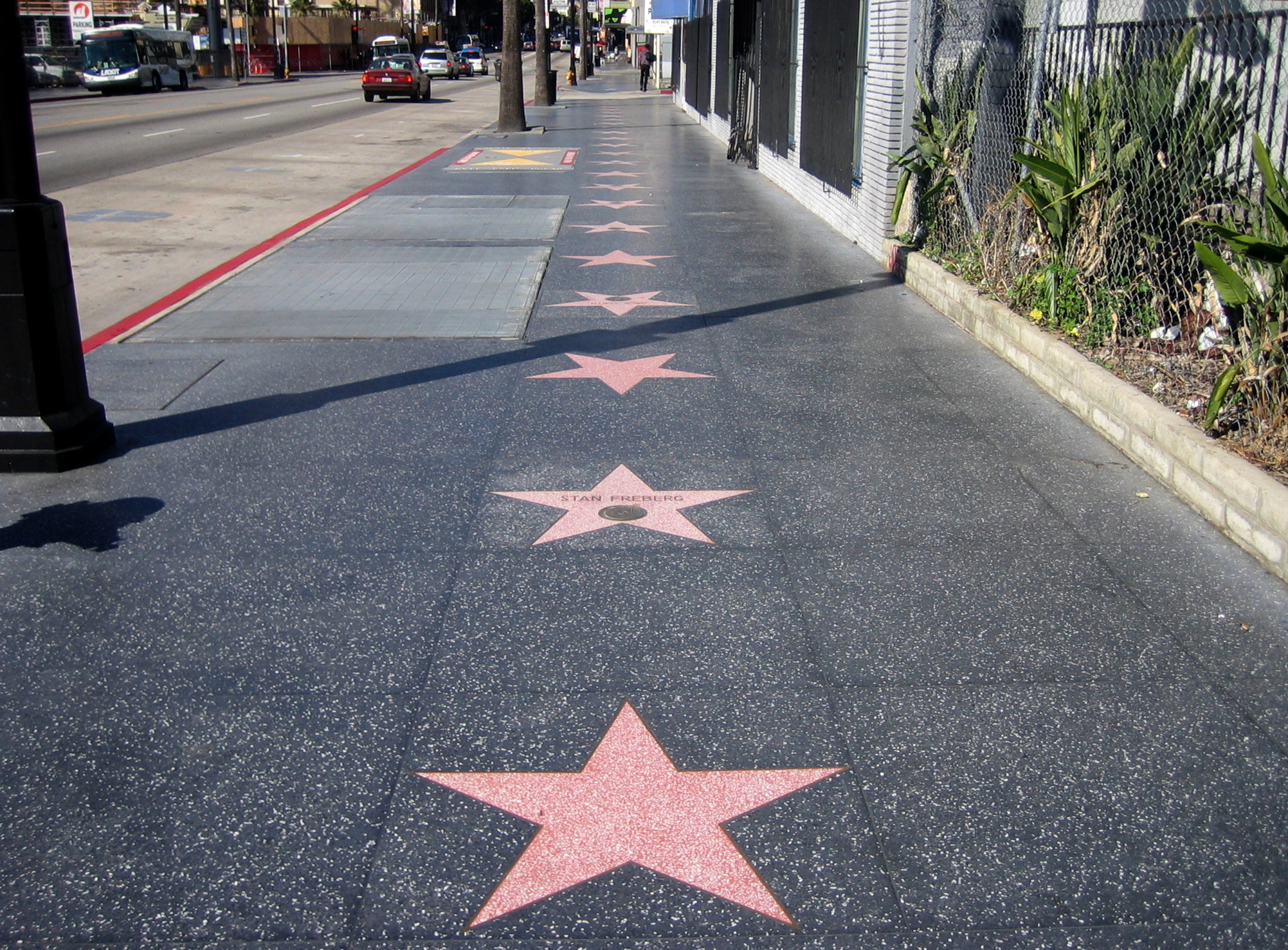
George Harrison est le deuxième des Beatles, après John Lennon, à avoir reçu son étoile sur le Hollywood Walk of Fame, en 2004.

La première récompense officielle remise à Harrison date de 1965. Cette année, en effet, les quatre Beatles défraient la chronique en devenant membres de l'ordre de l'Empire britannique : c'est la première fois que cette distinction est remise à des artistes, ce qui choque particulièrement l’establishment. Au sein du groupe, il reçoit également un Oscar en 1971 pour la musique du film Let It Be ; Paul McCartney, accompagné de Linda, sera le seul Beatle à se rendre à la cérémonie pour recevoir la statuette des mains de John Wayne.
Une première récompense pour sa carrière solo est remise à George Harrison en décembre 1992 lorsqu'il se voit décerner le tout premier Billboard Century Award. La cérémonie télévisée où son partenaire des Traveling Wilburys Tom Petty lui remet la récompense entraîne un pic des ventes de ses albums et de ceux du supergroupe. En 2011 il est également classé 11e meilleur guitariste de tous les temps par le magazine Rolling Stone.
Le 15 mars 2004, il fait son entrée au Rock and Roll Hall of Fame, à titre posthume. (Au cours de la cérémonie est jouée la chanson While My Guitar Gently Weeps, par un collectif constitué entre autres de Tom Petty, Steve Winwood, Jeff Lynne, et Prince qui se fait particulièrement remarquer par son solo.) Il entre également deux ans plus tard au Madison Square Garden Walk of Fame pour son Concert for Bangladesh. Enfin, le 14 avril 2009, George Harrison se voit attribuer une étoile à son nom sur le Hollywood Walk of Fame, en face de l'immeuble de Capitol Records. Assistent notamment à la cérémonie Paul McCartney, Tom Petty, Jeff Lynne, Eric Idle et Tom Hanks. Il devient ainsi le deuxième Beatle à avoir son étoile, après John Lennon en 1988.

### Hommages
En 1990, le planétoïde 4149, découvert en 1984 par l'astronome Brian A. Skiff, est officiellement nommé (4149) Harrison. Les planétoïdes 4147, 4148 et 4150 portent respectivement les noms de Lennon, McCartney et Starr.
Harrison fait par ailleurs la une de Time Magazine à deux reprises : la première fois avec les Beatles en 1967, et la deuxième fois juste après sa mort, en décembre 2001,. Le 2 décembre 2001, trois jours après sa mort, l'épisode des Simpson Aphrodite Burns est dédié à sa mémoire.
Le 29 novembre 2002, pour le premier anniversaire de la mort de Harrison, un grand nombre de ses amis artistes se réunissent pour le Concert for George, un grand concert hommage qui se tient au Royal Albert Hall de Londres, à l'instigation de sa veuve, Olivia. Montent notamment sur scène Jeff Lynne, Eric Clapton (concepteurs du projet), Paul McCartney, Ringo Starr, Ravi et Anoushka Shankar, Billy Preston, Klaus Voormann, Gary Brooker, Ray Cooper, Tom Scott, Jim Capaldi, Andy Fairweather-Low, Jim Keltner, Joe Brown, Dave Bronze, Henry Spinetti, Albert Lee, Tom Petty et les Monty Python. Les bénéfices du concert sont reversés à la Material World Charitable Fondation, association caritative fondée par Harrison.
Martin Scorsese lui consacre un film documentaire en 2011, George Harrison: Living in the Material World, documentaire diffusé en deux parties sur la chaîne HBO les 5 et 6 octobre 2011, puis édité en DVD et Bluray le 17 octobre 2011. D'une durée totale de plus de trois heures, il s'agit d'une collection d'images d'archives et d'interviews de proches récoltées sur plusieurs années.

### Ouvrages récurrents
- (en) Bill Harry, The George Harrison Encyclopedia, Londres, éd. Virgin Books, 2003, 400 p.

1. ↑  Bill Harry 2003, p. 218.
2. ↑  Bill Harry 2003, p. 161.
3. ↑  Bill Harry 2003, p. 319.
4. ↑  Bill Harry 2003, p. 252-253.
5. ↑  Bill Harry 2003, p. 315.
6. ↑  Bill Harry 2003, p. 266.
7. 1 2  Bill Harry 2003, p. 267.
8. ↑  Bill Harry 2003, p. 236.
9. ↑  Bill Harry 2003, p. 53.
10. ↑  Bill Harry 2003, p. 141.
11. ↑  Bill Harry 2003, p. 1
12. ↑  Bill Harry 2003, p. 54.
13. ↑  Bill Harry 2003, p. 215-216.
14. ↑  Bill Harry 2003, p. 389.
15. ↑  Bill Harry 2003, p. 296.
16. ↑  Bill Harry 2003, p. 275-279.
17. ↑  Bill Harry 2003, p. 370.
18. ↑  Bill Harry 2003, p. 123-124.
19. ↑  Bill Harry 2003, p. 246.
20. 1 2  Bill Harry 2003, p. 247.
21. ↑  Bill Harry 2003, p. 88-92.
22. ↑  Bill Harry 2003, p. 250.
23. ↑  Bill Harry 2003, p. 281.
24. ↑  Bill Harry 2003, p. 105.
25. ↑  Bill Harry 2003, p. 25.
26. ↑  Bill Harry 2003, p. 46.
27. ↑  Bill Harry 2003, p. 5-8.
28. ↑  Bill Harry 2003, p. 9-10.
29. ↑  Bill Harry 2003, p. 46-47.
30. ↑  Bill Harry 2003, p. 34.
31. ↑  Bill Harry 2003, p. 35.
32. ↑  Bill Harry 2003, p. 125.
33. ↑  Bill Harry 2003, p. 362.
34. ↑  Bill Harry 2003, p. 223-224.
35. ↑  Bill Harry 2003, p. 263.
36. ↑  Bill Harry 2003, p. 268.
37. ↑  Bill Harry 2003, p. 270-271.
38. ↑  Bill Harry 2003, p. 320.
39. ↑  Bill Harry 2003, p. 261.
40. ↑  Bill Harry 2003, p. 217.
41. ↑  Bill Harry 2003, p. 262.
42. 1 2  Bill Harry 2003, p. 180-181.
43. 1 2  Bill Harry 2003, p. 271.
44. ↑  Bill Harry 2003, p. 272-274.
45. ↑  Bill Harry 2003, p. 165.
46. ↑  Bill Harry 2003, p. 215.
47. ↑  Bill Harry 2003, p. 211.
48. ↑  Bill Harry 2003, p. 234.
49. ↑  Bill Harry 2003, p. 332.
50. ↑  Bill Harry 2003, p. 30.
51. ↑  Bill Harry 2003, p. 138-139.

- (en) Simon Leng, While My Guitar Gently Weeps: The Music of George Harrison, Milwaukee, éd. Hal Leonard, 2006, 304 p.

1. 1 2  Simon Leng 2006, p. 12-13.
2. ↑  Simon Leng 2006, p. 17-19.
3. ↑  Simon Leng 2006, p. 29.
4. ↑  Simon Leng 2006, p. 40.
5. ↑  Simon Leng 2006, p. 44-45.
6. ↑  Simon Leng 2006, p. 53-54.
7. ↑  Simon Leng 2006, p. 99-100.
8. ↑  Simon Leng 2006, p. 221-222.
9. ↑  Simon Leng 2006, p. 267.
10. ↑  Simon Leng 2006, p. 289-290.
11. ↑  Simon Leng 2006, p. 305.
12. ↑  Simon Leng 2006, p. 94-95.
13. ↑  Simon Leng 2006, p. 205-206.
14. ↑  Simon Leng 2006, p. 5.
15. ↑  Simon Leng 2006, p. 294.
16. ↑  Simon Leng 2006, p. 193.
17. ↑  Simon Leng 2006, p. 103.
18. ↑  Simon Leng 2006, p. 226.
19. ↑  Simon Leng 2006, p. 296.
20. ↑  Simon Leng 2006, p. 295.
21. ↑  Simon Leng 2006, p. 19.
22. ↑  Simon Leng 2006, p. 47.
23. ↑  Simon Leng 2006, p. 136.

- Autres ouvrages

1. ↑  Bill Harry 2000, p. 492.
2. 1 2  The Beatles 2000, p. 25.
3. ↑  Chris Ingham 2003, p. 328.
4. ↑  Barry Miles et Keith Badman 2001, p. 7.
5. 1 2  The Beatles 2000, p. 26.
6. ↑  The Beatles 2000, p. 27.
7. ↑  The Beatles 2000, p. 29.
8. ↑  Daniel Ichbiah 2009, p. 15.
9. ↑  Daniel Ichbiah 2009, p. 18.
10. ↑  Daniel Ichbiah 2009, p. 19.
11. ↑  Daniel Ichbiah 2009, p. 21.
12. ↑  Daniel Ichbiah 2009, p. 23.
13. 1 2  François Plassat 2011, p. 12.
14. ↑  (en) Alan Pell Crawford, « The Charming Story of George Harrison’s Vacation in Small-Town America », Smithsonian (magazine),‎ mai 2020 (lire en ligne, consulté le 2 octobre 2022).
15. ↑  (en) Joe, « George Harrison holidays with his sister Louise in Benton, IL, USA », sur Beatlesbible.com, The Beatles Bible, 16 septembre 1963 (consulté le 3 juillet 2020).
16. ↑  (en) « 425 », sur beatlesgear.org (consulté le 10 mai 2021).
17. 1 2  Steve Turner 1999, p. 54.
18. ↑  Daniel Ichbiah 2009, p. 40.
19. ↑  (en) Joe, « Rehearsal for The Ed Sullivan Show », sur Beatlesbible.com, The Beatles Bible, 8 février 1964 (consulté le 3 juillet 2020).
20. ↑  Daniel Ichbiah 2009, p. 50.
21. ↑  The Beatles 2000, p. 171.
22. ↑  Daniel Ichbiah 2009, p. 79.
23. ↑  Daniel Ichbiah 2009, p. 78.
24. 1 2  Steve Turner 1999, p. 123.
25. ↑  The Beatles 2000, p. 233.
26. ↑  The Beatles 2000, p. 241.
27. ↑  Daniel Ichbiah 2009, p. 124.
28. ↑  The Beatles 2000, p. 242.
29. ↑  The Beatles 2000, p. 264.
30. ↑  The Beatles 2000, p. 281.
31. ↑  Daniel Ichbiah 2009, p. 139.
32. ↑  Daniel Ichbiah 2009, p. 141.
33. ↑  Steve Turner 1999, p. 162-164.
34. ↑  The Beatles 2000, p. 311.
35. 1 2  Daniel Ichbiah 2009, p. 173.
36. ↑  Daniel Ichbiah 2009, p. 174.
37. 1 2 3 4 5  The Beatles 2000, p. 340.
38. ↑  (en) Megan Gambino, « What Is on Voyager’s Golden Record? », sur Smithsonian (consulté le 26 novembre 2019).
39. ↑  (en) The Secular Spectrum, « Our Human Legacy – The Golden Record on the Voyager Space Probes », sur The Secular Spectrum, 8 septembre 2016 (consulté le 26 novembre 2019).
40. ↑  (en) Mike Elliott, « Delaney & Bonnie's ‘On Tour With Eric Clapton’ Turns 50, Anniversary Retrospective », Albumism,‎ 1er mars 2020 (albumism.com/features/delaney-and-bonnie-on-tour-with-eric-clapton-turns-50-anniversary-retrospective, consulté le 4 juillet 2020).
41. ↑  (en) « Delaney Bramlett - Had George Harrison, Eric Clapton and some guy named Jimi in his band », A1 Blues,‎ 22 mai 2008 (lire en ligne, consulté le 28 juin 2020).
42. ↑  François Plassat 2011, p. 26, 30.
43. 1 2  Daniel Ichbiah 2009, p. 205.
44. ↑  Daniel Ichbiah 2009, p. 254-255.
45. ↑  François Plassat 2011, p. 180-181.
46. ↑  (en) Lori Dorn, « George Harrison Breaks Out Into a Pirate Song After Teasing ‘My Sweet Lord’ in 1975 Christmas Special », Laughing Squid (en),‎ 4 janvier 2022 (lire en ligne, consulté le 31 août 2024).
47. ↑  Daniel Ichbiah 2009, p. 209.
48. ↑  (en) Dave Swanson, « Revisiting Ringo Starr's TV Special », Ultimate Classic Rock,‎ 26 avril 2015 (lire en ligne, consulté le 20 mai 2020).
49. 1 2  Daniel Ichbiah 2009, p. 258.
50. ↑  François Plassat 2011, p. 82.
51. ↑  Chris Ingham 2003, p. 159.
52. ↑  Daniel Ichbiah 2009, p. 259.
53. ↑  François Plassat 2011, p. 92.
54. ↑  Bill Harry 2003, p. 379.
55. ↑  Daniel Ichbiah 2009, p. 214.
56. ↑  Daniel Ichbiah 2009, p. 214-216.
57. ↑  (en) Jordan Runtagh, « Inside the Last Beatles Song: How 'Now and Then' Brought the Fab Friends Together One Final Time (Exclusive) », People,‎ 26 octobre 2023 (lire en ligne, consulté le 13 décembre 2023).
58. ↑  Joe Goodden, Riding So High: The Beatles and Drugs, Londres, éd. Pepper & Pearl, 2017.  (ISBN 9781999803315).
59. ↑  « Cancer Claims George Harrison », sur Consumer HealthDay (consulté le 3 juillet 2020).
60. ↑  François Plassat 2011, p. 131.
61. 1 2  Steve Turner 1999, p. 92.
62. ↑  Steve Turner 1999, p. 99.
63. ↑  Daniel Ichbiah 2009, p. 85.
64. ↑  Bill Harry 2003, p. 345.
65. ↑  François Plassat 2011, p. 72.
66. 1 2 3  The Beatles 2000, p. 356.
67. ↑  (en) Jack Whatley, « Revisiting the moment John Lennon and George Harrison came to blows », Far Out Magazine,‎ 20 juin 2020 (lire en ligne, consulté le 3 juillet 2020).
68. ↑  The Beatles 2000, p. 352.
69. ↑  (es) Marta G. Navarro, « Mark Lewisohn: «Cuanto más sabes sobre los Beatles, más fascinantes se vuelven» », Jot Down (es),‎ novembre 2023 (lire en ligne, consulté le 26 novembre 2023).
70. ↑  François Plassat 2011, p. 132.
71. 1 2  Daniel Ichbiah 2009, p. 66.
72. ↑  Daniel Ichbiah 2009, p. 97.
73. ↑  Daniel Ichbiah 2009, p. 105-106.
74. ↑  Daniel Ichbiah 2009, p. 128.
75. ↑  (en) Jeff Giles, « 25 years ago: The Day George Harrison Played His Final Full-Length Concert », Ultimate Classic Rock,‎ 7 avril 2017 (lire en ligne).
76. ↑  (en) Andy Greene, « Flashback: George Harrison Pays Tribute to Bob Dylan », Rolling Stone,‎ 9 octobre 2012 (lire en ligne).
77. ↑  François Plassat 2011, p. 51.
78. ↑  Joshua M. Greene 2007, p. 226-227.
79. ↑  Hunter Davies 1985, p. 360.
80. ↑  Joshua M. Greene 2007, p. 229.
81. ↑  (en) Joe Goodden, « The Beatles and drugs », sur The Beatles Bible (consulté le 22 septembre 2019).
82. ↑  The Beatles 2000, p. 167
83. ↑  Daniel Ichbiah 2009, p. 120.
84. ↑  (en) Joe Goodden, « The Beatles and drugs », sur The Beatles Bible (consulté le 22 septembre 2019).
85. ↑  Daniel Ichbiah 2009, p. 176.
86. ↑  Bill Harry 2003, p. 346.
87. ↑  Steve Turner 1999, p. 53.
88. ↑  Steve Turner 1999, p. 94.
89. ↑  Steve Turner 1999, p. 119.
90. ↑  Steve Turner 1999, p. 148.
91. ↑  Steve Turner 1999, p. 173.
92. ↑  Steve Turner 1999, p. 229.
93. ↑  François Plassat 2011, p. 59.
94. ↑  Daniel Ichbiah 2009, p. 80.
95. ↑  Daniel Ichbiah 2009, p. 165.
96. ↑  François Plassat 2011, p. 31.
97. ↑  Mark Levisohn 1988, p. 200-201.
98. ↑  François Plassat 2011, p. 92, 101.
99. ↑  François Plassat 2011, p. 190.
100. ↑  François Plassat 2011, p. 113.
101. ↑  « Beatles' Timeline : 01FEB69 thru 01APR70 », sur archive.org (consulté le 15 avril 2023).
102. ↑  « Los Cochinos - Cheech & Chong », sur AllMusic (consulté le 3 juillet 2020).
103. ↑  (en) Belinda Carlisle, Lips Unsealed: a memoir, 2010, Three Rivers Press (Random House). (p. 153 )  (ISBN 978-0-307-46350-0)
104. ↑  (en) Spencer Leigh, Best of the Beatles : The Sacking of Pete Best, Carmarthen, McNidder & Grace Limited, 2015, 180 p. (ISBN 978-0-85716-102-4 et 0-85716-102-4, lire en ligne), p. 132.
105. ↑  Daniel Ichbiah 2009, p. 131.
106. ↑  François Plassat 2011, p. 29.
107. ↑  The Beatles 2000, p. 128.
108. ↑  Daniel Ichbiah 2009, p. 172.
109. ↑  Daniel Ichbiah 2009, p. 68-69.

### Autres références
1. ↑  La date du 25 février 1943 est la date reconnue, et celle qui apparaît sur l'acte de naissance de Harrison.
2. ↑  (en) « Aunt Mimi Smith, Bournemouth, 1970 », The Lost Beatles Interviews. Consulté le 10 octobre 2010.
3. ↑  (en) « Lives in Brief », Times Online,‎ 20 juillet 2007 (lire en ligne, consulté le 11 octobre 2010).
4. ↑  (en) « George Harrison: The quiet Beatle », BBC News. Consulté le 16 janvier 2011.
5. ↑  (en) Peter Lavezzoli, The Dawn of Indian Music in the West: Bhairavi, Continuum International Publishing Group, 2006, p. 182.
6. 1 2  (en) « Electronic Sound », AllMusic. Consulté le 1er novembre 2010.
7. ↑  (en) « Goodbye - Cream », AllMusic. Consulté le 3 novembre 2010.
8. ↑  (fr) Philippe Manœuvre, Rock'n'Roll : la discothèque idéale : 101 disques qui ont changé le monde.
9. 1 2  (en) « Living in the Material World - George Harrison », AllMusic. Consulté le 5 novembre 2010.
10. 1 2  (en) « Dark Horse - George Harrison », AllMusic. Consulté le 13 octobre 2010.
11. 1 2  (en) « Gone Troppo - George Harrison », AllMusic. Consulté le 5 novembre 2010.
12. ↑  (en) « Shadows of the Light », Rockaria. Consulté le 5 novembre 2010.
13. ↑  (en) « Traveling Wilburys, Vol. 1 », AllMusic. Consulté le 5 novembre 2010.
14. ↑  (en) « The Traveling Wilburys, Vol. 3 », AllMusic. Consulté le 5 novembre 2010.
15. ↑  (en) « Bob Dylan Biography », Rock and Roll Hall of Fame. Consulté le 5 novembre 2010.
16. ↑  « Harrison 'fine' after cancer treatment », BBC News. Consulté le 6 novembre 2010.
17. ↑  (en) « Thoughts on Carl… » », RAB Hall of Fame. Consulté le 6 novembre 2010.
18. ↑  (en) « Linda's Legacy », Linda Remembered. Consulté le 6 novembre 2010.
19. ↑  (en) « Vertical Man - Ringo Starr », AllMusic. Consulté le 6 novembre 2010.
20. ↑  (en) « George Harrison Stabbed in Chest by an Intruder », The New York Times. Consulté le 6 novembre 2010.
21. 1 2  (en) « Beatle's attacker says sorry » , BBC News. Consulté le 28 décembre 2013.
22. ↑  (en) Thom Wise, « Made with Love », Las Vegas Magazine, 2006, vol. 1, no 18, p. 78-79.
23. ↑  (pt) « langue »|date=20 août 2001|site=www.bbc.co.uk|éditeur=BBC|consulté le=13 mai 2012.
24. ↑  (en) « George Harrison undergoes surgery for cancer », The Independent. Consulté le 7 novembre 2010.
25. ↑  (en) « George Harrison being treated in cancer clinic », Telegraph. Consulté le 7 novembre 2010.
26. ↑  (en) « Harrison mourned around the world », BBC News. Consulté le 7 novembre 2010.
27. ↑  (en) « George Harrison », Find a Grave. Consulté le 7 novembre 2010.
28. ↑  (en) « John Lennon Interview: Playboy 1980 », The Beatles Ultimate Experience. Consulté le 23 octobre 2010.
29. ↑  (en) « George Harrison », International Vegetarian Union. Consulté le 9 novembre 2010.
30. ↑  (en) « George Harrison car sells for $464,736 at UK's largest classic car auction », Classic Rallies. Consulté le 13 novembre 2010.
31. ↑  (en) David Simons, « The Unsung Beatle: George Harrison's Behind-the-scenes Contributions to the World's Greatest Band », Acoustic Guitar Central. Consulté le 19 février 2012.
32. 1 2  (en) Guitar World Presents the 100 Greatest Guitarists of All Time! (edited by Jeff Kitts and Brad Tolinski), Milwaukee, éd. Hal Leonard Corporation, 2002,  (ISBN 0-634-04619-5),p. 17.
33. ↑  (en) All Music Guide: The Experts' Guide to the Best Recordings, de Vladimir Bogdanov, Chris Woodstra et Stephen Thomas Erlewine, Lanham (Maryland), Backbeat Books, 2001,  (ISBN 0-87930-627-0).
34. ↑  Geoff Emerick, Here, There and Everywhere: My Life Recording the Music of the Beatles, New York, Gotham Books, 2006,  (ISBN 978-1-59240-269-4).
35. ↑  (en) « Futurama 111 », The Guitar Collection. Consulté le 19 février 2012.
36. ↑  (en) « The Futurama Guitar Story », Vintage Hofner. Consulté le 19 février 2012.
37. ↑  (en) Babiuk, Lewisohn et Bacon, Beatles Gear, p. 110-112.
38. ↑  (en) « George Harrison guitars », Celebrity Rock Star Guitars. Consulté le 12 novembre 2010.
39. 1 2  (en) Tony Bacon, 50 Years of Gretsch Electrics, Backbeat Books, 2005, p. 65,  (ISBN 0-87930-822-2).
40. ↑  (en) « The Top 30 12-String Guitar Songs of All Time », Guitar World. Consulté le 19 février 2012.
41. ↑  (en) « The Byrds speak on The Beatles », The Byrds Lyrics Page. Consulté le 19 février 2012.
42. ↑  (en) « George Harrison Rocky Stratocaster », Just Guitars. Consulté le 19 février 2012.
43. ↑  [vidéo] Abbey Road, mini-documentaire, Apple Corps, 2009.
44. ↑  (en) « All Things Must Pass - George Harrison », AllMusic. Consulté le 9 novembre 2010.
45. ↑  (en) « The Concert for Bangladesh - George Harrison », AllMusic. Consulté le 9 novembre 2010.
46. ↑  (en) « Cloud Nine - George Harrison », AllMusic. Consulté le 9 novembre 2010.
47. ↑  (en) « Brainwashed - George Harrison », AllMusic. Consulté le 9 novembre 2010.
48. ↑  (en) « George Harrison: Charts and Awards », AllMusic. Consulté le 9 novembre 2010.
49. 1 2  (en) « HandMade Films », Screenonline. Consulté le 3 novembre 2010.
50. ↑  (fr) « Le Quatuor d'Homer », The Simpsons Park. Consulté le 3 novembre 2010.
51. ↑  (en) « Awards for Let It Be », IMDb. Consulté le 4 novembre 2010.
52. ↑  (en) « Billboard Century Awards - Music Artists Biography - Music Artist Interviews », Billboard Magazine. Consulté le 4 novembre 2010.
53. ↑  (en) « George Harrison », Rolling Stone. Compilé en 2011.
54. ↑  (en) George Harrison, Rock and Roll Hall of Fame. Consulté le 4 novembre 2010.
55. ↑  (en) « George Harrison honoured on 35th anniversary of ’Concert for Bangladesh' », UNICEF. Consulté le 4 novembre 2010.
56. ↑  (en) « Harrison honoured on Walk of Fame », BBC News. Consulté le 4 novembre 2010.
57. ↑  (en) « (4149) Harrison », Harvard-Smithsonian Center for Astrophysics. Consulté le 4 novembre 2010.
58. ↑  (en) « TIME Magazine Cover: The Beatles - Sep. 22, 1967 », Time Magazine. Consulté le 4 novembre 2010.
59. ↑  (en) « TIME Magazine - U.S. Edition - December 10, 2001 », Time Magazine. Consulté le 4 novembre 2010.
60. ↑  (en) « Aphrodite Burns », The Simpsons Park. Consulté le 20 février 2012.
61. ↑  (en) Concert for George. Consulté le 4 novembre 2010.
62. ↑  (fr) « George Harrison par Martin Scorsese, le film », Rolling Stone. Consulté le 20 février 2012.

#### Ouvrages en français
- The Beatles (trad. Philippe Paringaux), The Beatles Anthology, Paris, Seuil, 2000, 367 p., 26 cm × 35 cm, relié (ISBN 2-02-041880-0).
- Olivia Harrison (trad. de l'anglais par Richard Crevier et Denis-Armand Canal, préf. de Martin Scorsese et introduction de Paul Theroux), George Harrison : Living in the Material World, Paris, La Martinière, 2011, 400 p., 25 cm × 28 cm, relié (ISBN 978-2-7324-4871-8).
- Daniel Ichbiah, Et Dieu créa les Beatles : Secrets d'une alchimie musicale, Paris, Les Carnets de l'info, 2009, 293 p. (ISBN 978-2-916628-50-9).
- François Plassat, The Beatles discomania : 50 ans de musique avec John Lennon, Paul McCartney, George Harrison et Ringo Starr, Paris, Hugo & Cie, 2011, 191 p., 29 cm × 29 cm (ISBN 978-2-7556-0855-7 et 2-7556-0855-2).
- Rolling Stone, George Harrison : La force tranquille des Beatles, Rolling Stone Hors-série collector n° 11, 2011 (ISSN 1764-1071).
- Gary Tillery (trad. de l'anglais par Marie-Josée Thériault), George Harrison le mystique, Montréal/Ivry-sur-Seine, Le Jour, 2012, 211 p. (ISBN 978-2-89044-827-8).
- Steve Turner (trad. de l'anglais par Jacques Collin et Hoa N'Guyen), L'intégrale Beatles : Les secrets de toutes leurs chansons, Paris, Hors Collection, 1999, 288 p. (ISBN 2-258-06585-2).
- Jacques Volcouve, George Harrison : Anthologie 1943-2001, Paris, Hors Collection, 2002, 438 p. (ISBN 2-258-05894-5).

#### Ouvrages en anglais
- (en) Dale C. Allison Jr, The Love There That's Sleeping : The Art and Spirituality of George Harrison, New York / Londres, Continuum, 2006, 176 p. (ISBN 978-0-8264-1917-0).
- (en) Alan Clayson, The Quiet One : A Life of George Harrison, Londres, Sidgwick & Jackson, 1990, 324 p., relié, index (ISBN 0-283-99862-8) + réédition, broché, Londres, Sanctuary Publishing, 1997.
- (en) Hunter Davies, The Beatles, New York, McGraw-Hill, 1985, 546 p. (ISBN 0-07-015526-7).
- (en) Geoffrey Giuliano, Dark Horse : The Life and Art of George Harrison (revised ed.), Boston, Da Capo Press, 1997, 304 p. (ISBN 0-306-80747-5).
- (en) Joshua M. Greene, Here Comes the Sun : The Spiritual and Musical Journey of George Harrison, New York, Bantam, 2007, 304 p. (ISBN 978-0-470-12780-3 et 0-470-12780-5).
- (en) George Harrison, I · Me · Mine, San Francisco, Chronicle Books, 2010, 400 p. (ISBN 978-0-8118-5900-4).
- (en) Bill Harry, The Beatles Encyclopedia. Revised and updated, Londres, Virgin Books, 2000, 992 p. (ISBN 0-7535-0481-2).
- (en) Bill Harry, The George Harrison Encyclopedia, Londres, Virgin Books, 2003, 400 p. (ISBN 0-7535-0822-2).
- (en) Elliot J. Huntley, Mystical One : George Harrison. After the Break-up of the Beatles, Montréal, Guernica, 2004, 342 p. (ISBN 1-55071-197-0, lire en ligne).
- (en) Chris Ingham, The Rough Guide to the Beatles : The story. The Songs. The Solo Years, Londres, Rough Guides, 2003, 336 p. (ISBN 1-84353-140-2, lire en ligne).
- (en) Ian Inglis, The Words and Music of George Harrison, Westport (Connecticut), Greenwood Press, coll. « The Praeger Singer-Songwriter Collection », 2010, 218 p., relié (ISBN 978-0-313-37532-3).
- (en) Simon Leng, The Music of George Harrison : While My Guitar Gently Weeps, Londres, Firefly Publishing, 2002, 224 p.. Rééd. entièrement révisée et augmentée, Milwaukee, Hal Leonard Corporation, 2006, 304 p.,  (ISBN 978-1-42340609-9).
- (en) Mark Lewisohn, The Beatles Recording Sessions, New York, Harmony Books, 1988, 204 p. (ISBN 0-517-57066-1).
- (en) Barry Miles et Keith Badman, The Beatles Diary. Vol. 1 : The Beatles Years, Londres, Omnibus Press, 2001, 376 p. (ISBN 0-7119-8308-9).
- (en) Marc Shapiro, Behind Sad Eyes : The Life of George Harrison, New York, St. Martin's Press, 2002, 288 p. (ISBN 978-0-312-30109-5). Rééd. 2005 chez Virgin Books, All Things Must Pass: The Life of George Harrison, 256 p.,  (ISBN 978-0-75351055-1).